# 消防車

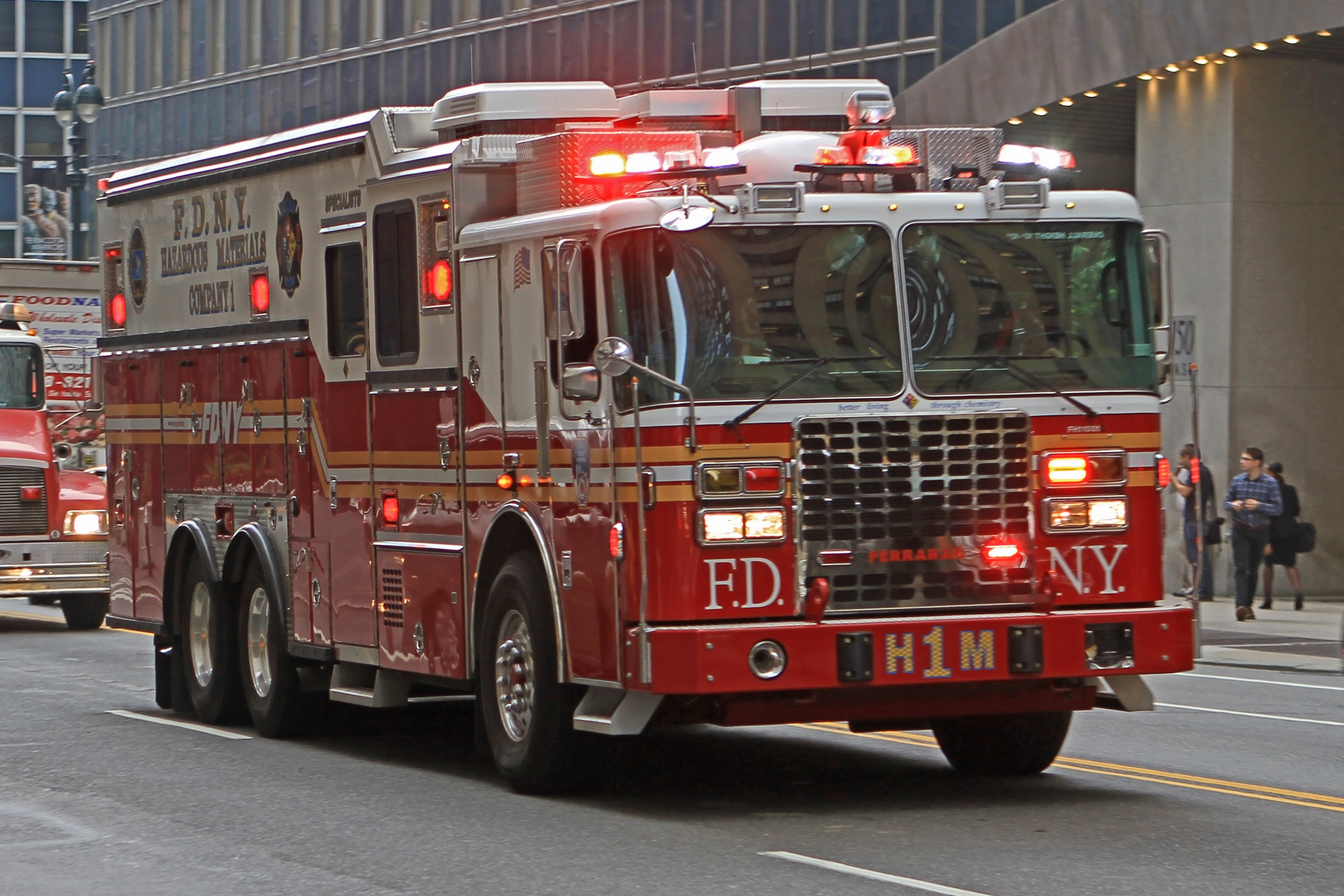
ニューヨーク市の消防車

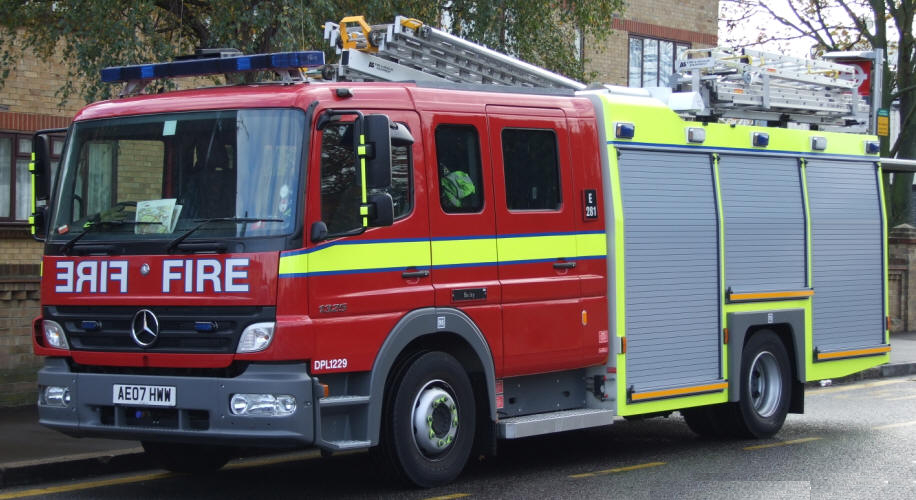
ロンドン消防隊の車両

消防車（しょうぼうしゃ、英: fire engine、米: fire truck）とは、火災や災害などが発生した際に火災鎮圧や延焼防止のための装備を備えた車両である。

## 概説
- 消防車は火災や他の災害に迅速に対応するために緊急車両に分類されており、サイレンを鳴らし警光灯を点灯させれば道路を特例的な方法で走行することが各国で認められている。

- 消防車に赤色を採用している地域は日本、イギリス、フランス、スイス、オーストリアなど多いが、アメリカでは各消防局ごとに色が異なり、地域によっては白色などの場合もある、その他の色になる場合があります。

- ポンプ車は水を扱うので、日本の寒冷地、北欧、ロシア、アラスカなどではバルブを覆うシャッターの設置など凍結防止策が施されている。

- 消防車を運用しているのは消防だけではなく、軍隊や空港等のほか、企業や工場も保有し、社内の自衛消防組織 (自衛消防隊)[3]が運用しており、珍しい事例として 一般の個人も自家用車として[4][5][6]保有している。

狭義、広義

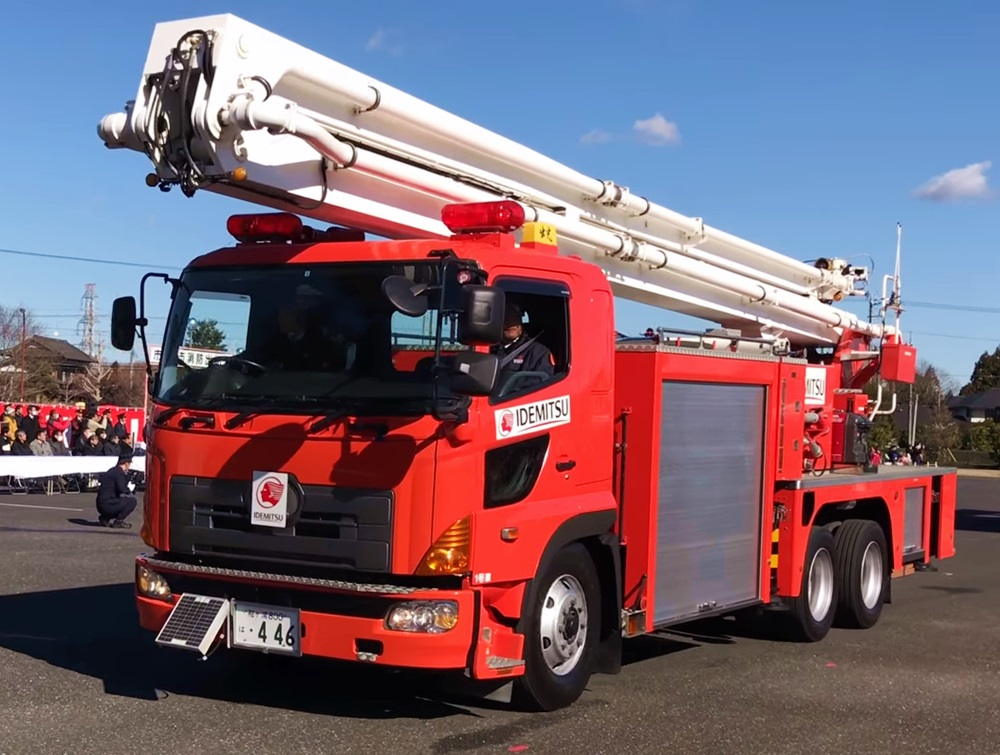
民間企業が保有する消防車（高所放水車）

- 英語のfire engineはあくまで消火を行うための車両だけを指し、救急車は全く含まない。

- 日本で一般的に「消防車」と呼ばれるのは主に火災を鎮圧したり延焼を防止するような車両を限定して指して使われる。そのため、「消防車」と呼ばれるのは主にポンプ車やはしご車を指し、救急車は含まない。一般の用語の「消防車」は救急車とはかなり明確に区別されている。
- 日本の消防行政側や消防署側が使う行政用語の「消防車両」や「消防自動車」は、ともかく消防署が保有して業務に使っている車両を全部ひっくるめて指すための表現なので、結果としてポンプ車やはしご車だけでなく、指揮車両や消防署に配置されている救急車まで含んでいる。そのため、一般の用語と消防行政用語が指す範囲に明らかなズレがある[注釈 1]。

## 歴史

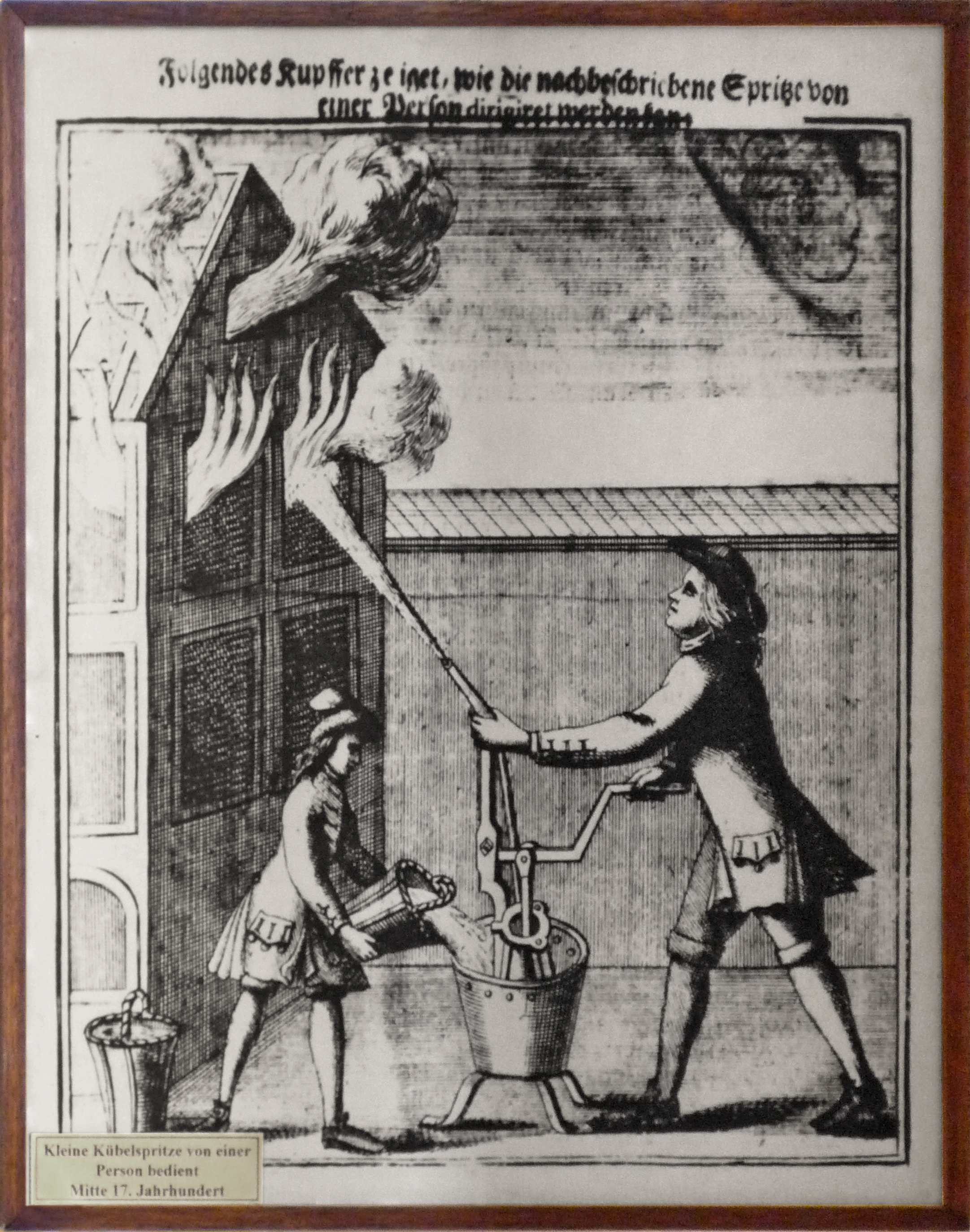
ドイツ・バーデン＝ヴュルテンベルク州ザーレムの消防博物館収蔵の17世紀の消火活動の絵。手動式消防ポンプが使用されている。

消防車に搭載される消防ポンプの歴史は、紀元前245年にアレクサンドリアのクテシビオスの発明したポンプに見ることができる。クテシビオス以前にも放水具と呼ばれるものは存在したが、機構は非常に単純であり、今日の消防ポンプとのつながりを見出すのは困難であった。同様のポンプをクテシビオスの弟子といわれるヘロンも発明している。クテシビオスの消防ポンプは単動式ピストン・ポンプであり、1回ピストンをストロークするごとにシリンダー内にバケツなどで水を補水しなければならないため、放水の連続性は担保されておらず、放水性能もオペレーターの腕力に完全に依存する構造であった。クテシビオスの消防ポンプは4世紀のローマ帝国の衰退と暗黒時代の到来により、研究や改良を行う技術者が現れなくなり、17世紀まではもっぱらバケツ・リレーによる消火活動と併用される形に過ぎなかった。なおクテシビオスの消防ポンプは、18世紀中頃には江戸時代の日本にも竜吐水として伝搬しているが、放水性能の低さから火消し達の消火活動はもっぱら破壊消火に限定される形となっていた。
1616年、ニュルンベルクで改良された消防ポンプは、単動式ピストン・ポンプのシリンダーを予め大きな水槽の中に沈めておくか隣接させる形を取ることで、ストロークの度にシリンダー内に補水を行う必要がなくなり、放水の連続性が大きく向上した。ニュルンベルクの消防ポンプは当初は単気筒であったが、後に回転ビーム(梁)を介して2気筒を交互に動かす構造となり、連続して放水し続けられるようになった。

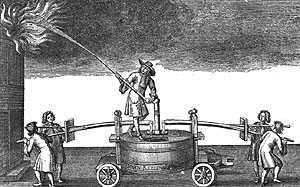
1666年のロンドン大火の際に使用されたとされる手押し式消防ポンプ車

16世紀になると蒸気機関を用いて、12メートル以上の高さまで放水するポンプが発明されたことが文献に記されており「fire engine」と呼ばれていた。ただし、この放水ポンプが携帯可能であったのかは、定かではない。1654年、マサチューセッツ州リンの技師であるジョセフ・ジェンクスが、手動式消防ポンプを手押し車に載せて人力や馬車で運搬するアイデアを実行したとされており、リンの街は「消防車発祥の地」とも呼ばれるようになったという。

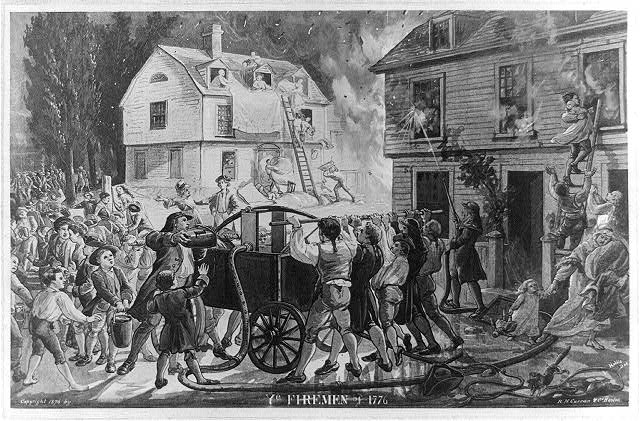
1776年頃のアメリカの消防活動を描いているとされる絵画。消防ポンプへの水の供給はバケツリレーで行っているが、放水自体はホースを介して行われている様子が描かれている。

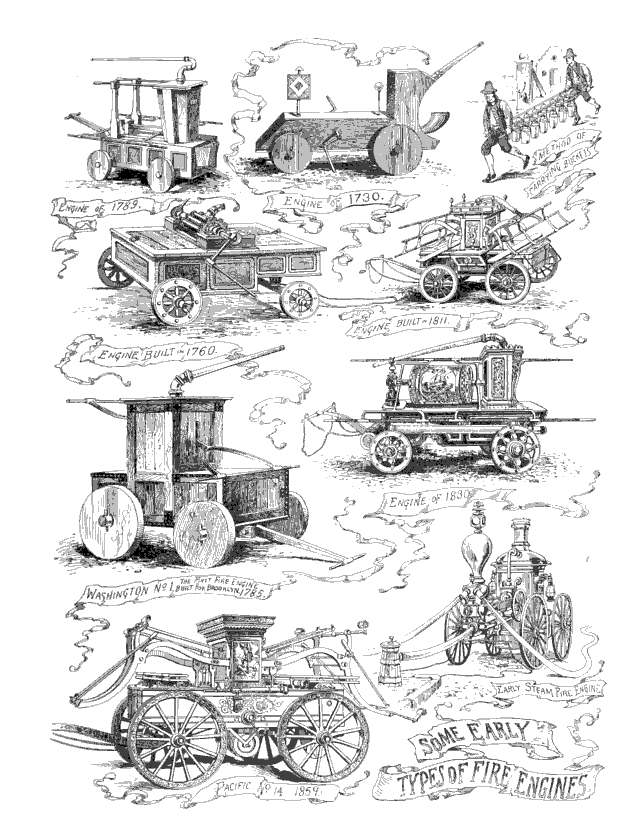
1730年代から1790年代に掛けてアメリカで様々な形態に改良された人力消防ポンプ車の絵画。

1721年と1725年にイギリス、ロンドンでリチャード・ニューシャムが手動消防ポンプ搭載の消防車に関する特許を出願し、すぐにイギリスにおける消防車のシェアを支配した。ニューシャムの消防車は1731年にはニューヨーク市でも採用された。ニューシャムの消防ポンプ車は、並列2気筒のシリンダーに隣接して170ガロンの容量の水槽が取り付けられた基本構造であることはニュルンベルクの消防ポンプと大差が無いが、並列2気筒による放水圧力の安定化（脈動の平滑化）のために、水槽と放水パイプの上に空気室（プレナム・チャンバー）が設けられており、人力駆動でも高い放水圧力を持っていたことが革新的な点であった。アメリカに導入されたニューシャムの消防ポンプ車は、アメリカ人技術者により様々な改良が加えられていった。だが、ニューシャムの消防ポンプ車の時点でも、放水装置自体は消防ポンプの本体に取り付けられた回転式のグースネック (配管)に依存しており、放水と取水の自由度は大きく制限されたままであった。
ニューシャムの消防ポンプ車に先んじる1672年、オランダで皮製の放水ホースが発明されたが、皮の縫い目からの水漏れが酷く、消防ポンプの水圧には耐えられなかったためにその普及は限定的なものでしかなかった。1792年、ボストンのW.C.ハンフマンは、皮製のホースを消防ポンプ車の取水ホースとして利用するアイデアを実行に移したが、なお耐久性の問題が残されていた。この状況が大きく改善されるのは、1808年（1811年とも）にフィラデルフィアのアブラハム・L・ペノックとジェームズ・セラーにより銅製のリベットを用いて縫い目が補強された革製ホースが発明されたことであった。1822年、ペノックは取水・放水の双方に自製のホースを用いた消防ポンプ車をプロビデンスに納入したが、最初の発明以来1818年に米国特許を取得するまでの間に13000フィートもの革製ホースを自製、あるいはサードパーティーに委託製造させていたため、「発明者が何年も商業利用した後に改めて特許申請しても無効である」という判例（ペノック&セラーズ対話）を生む切っ掛けともなってしまった。
ニューシャムの消防ポンプ車はアメリカに導入された後、米国の技術者により様々な改良が検討されたが、その過程の中で本質的には回転ビームによる上下運動により動力が加えられていた消防ポンプに、何らかの構造で回転運動による動力伝達を試みる改良が施された。初めに、消防ポンプの上方に回転ハンドル型のクランクを取り付けるコーヒーミルと呼ばれる構造が開発され、操作員がポンプの上でクランクハンドルを回しつづけることによってポンプを連続駆動させられるようになった。この改良により、それまでの回転ビーム方式がポンプ操作要員に最低でも6人を要し、どんなに熟練した要員でも毎分60ストローク程度がやっとであったものが、2名の操作員で毎分120ストロークを発揮するまでに高速化された。しかし、この改良を以ってしても、「1グループの操作員が全力でポンプを連続駆動できる時間は5分から10分程度がやっと」という制約を越えられなかったため、コーヒーミル型に続いて、消防ポンプのシリンダーを横向きにして、水平方向に回転ハンドル型のクランクを取り付けるサイダー・ミル型の構造が開発され、人力の他に輓獣を用いて消防ポンプを連続回転させることができるようにもなった。馬や牛による大馬力の確保は消防ポンプの更なる水圧向上に繋がっていき、この安定した圧力維持のためについには蒸気機関の再導入の欲求へと繋がっていくことになる。

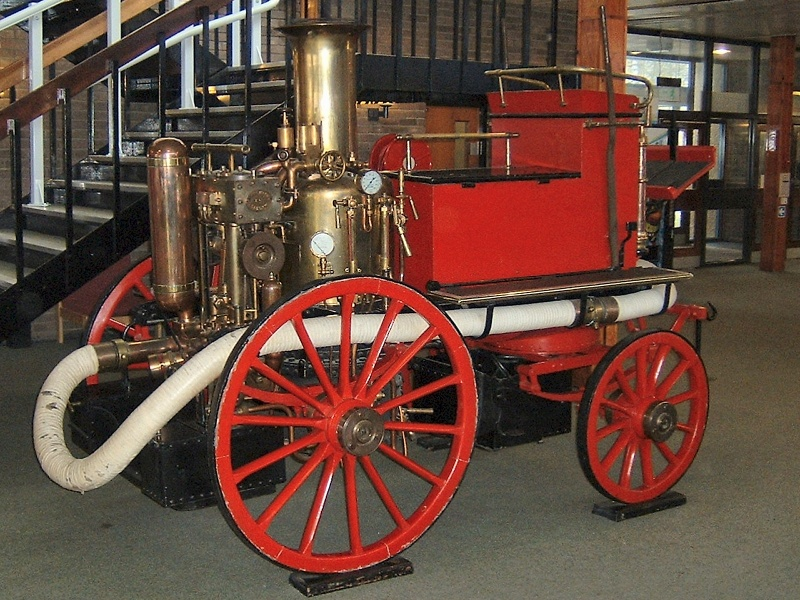
イギリスの蒸気消防車。馬が曳くことで移動する馬車であり、蒸気機関は消防ポンプの駆動のみに用いられた。

1802年、リチャード・トレビシックが世界初の実動する蒸気機関車を発明し、1814年にジョージ・スチーブンソンが蒸気機関車を実用的なものにした。その後、蒸気機関の改良は進み、1829年には、イギリスにおいてジョン・ブレースウェイトとジョン・エリクソンが、蒸気消防車の製作に成功する。2人が製作した消防ポンプは10馬力で、毎分900リットルから1200リットルの水を約30メートルの高さまで放水できるものであり、消防機器の機械化第1号といえる。

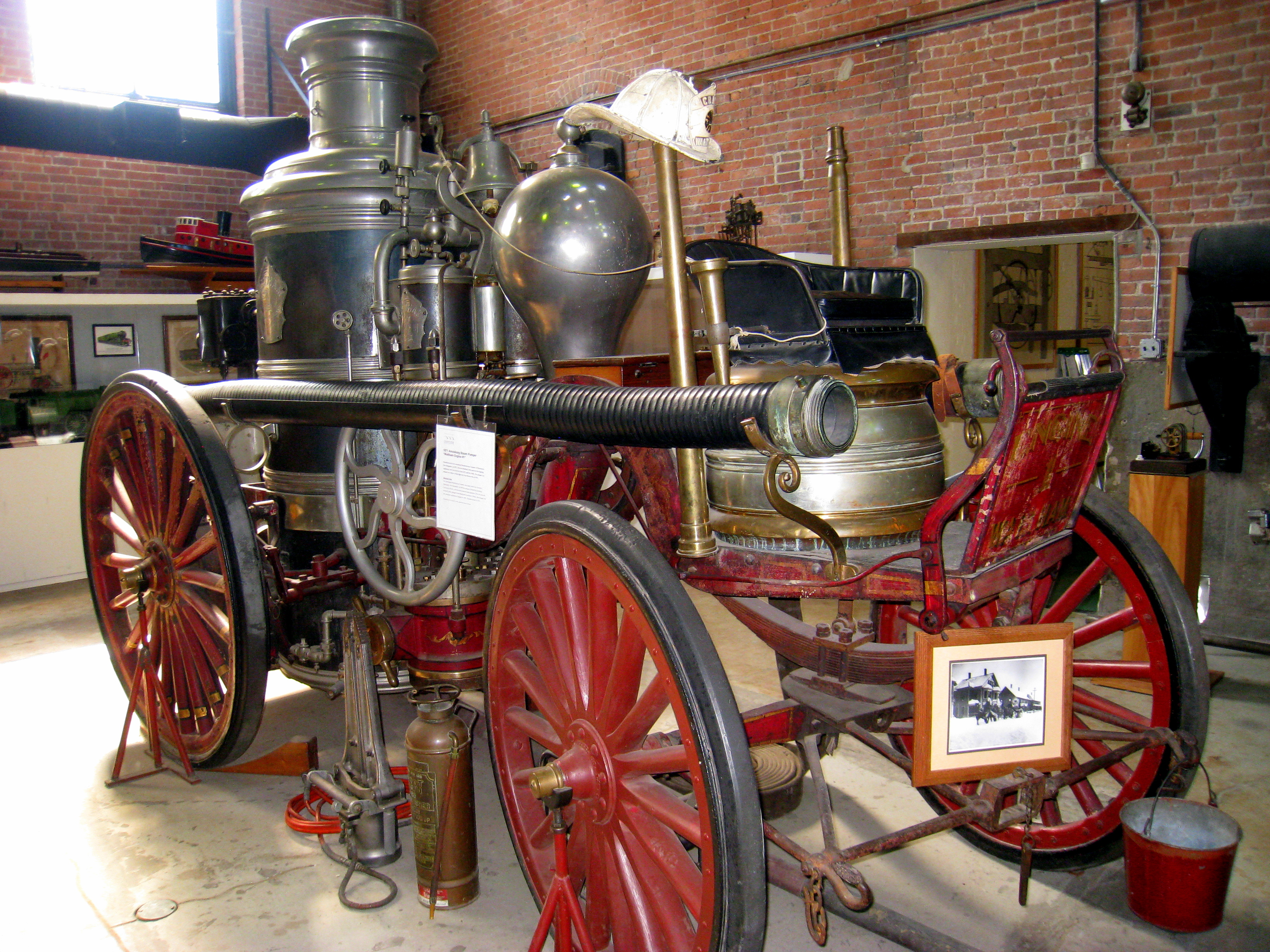
1871年式アモスケーグ・マニファクチュアリング・カンパニー製蒸気消防車。蒸気機関による自走が可能となったモデルである。

1840年にアメリカ合衆国はイギリス人技師のポール・ラムゼイ・ホッジ(Paul Ramsey Hodge)を招き、ニューヨーク市公会堂の国旗掲揚塔を越える放水能力を持つ蒸気ポンプの製作を依頼する。ホッジは1841年3月末に蒸気ポンプを完成させ、公開試験で性能を披露した。このホッジの蒸気ポンプは、自力走行できる性能を持っていたため、消防自動車第1号といえる。
日本では、1870年に東京府消防局がイギリスから蒸気ポンプを輸入したのを始め、1899年には日本製蒸気ポンプを市原ポンプ製作所が製作している。
手押し式ポンプに比べ、数倍の性能をもつ蒸気ポンプだが、普及はスムーズには進まなかった。イギリス（ロンドン）では充分な水の供給ができないことと、一般市民と火災保険会社が対立したことなどから蒸気ポンプは不採用となった。アメリカ合衆国では、蒸気ポンプの使用によって、これまでの手押し式ポンプが無用となることや、消防職員の仕事がなくなるのではないかといった理由からニューヨーク市消防局で反対の声が起こり、やはり蒸気ポンプの採用は見送られた。日本の場合、輸入した蒸気ポンプは東京市内の道路が狭くて効果的に移動できないこと、操作が複雑で十分に使いこなせないことなどから、1876年には北海道支庁の函館に売却される。しかし、函館でも十分な利用は行えず、1885年には盛岡市に再売却されてしまった。

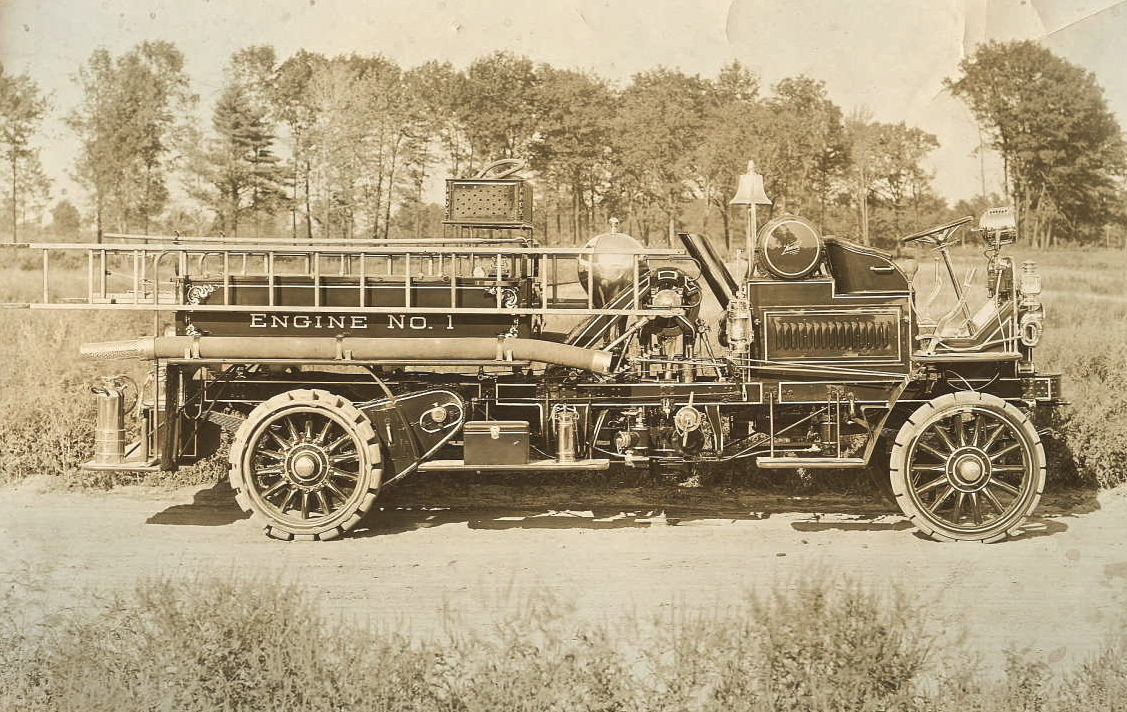
1905年のノックス・オートモーティブ製消防ポンプ自動車。

1905年、アメリカのノックス・オートモーティブ・カンパニーが、実用化されて間もないガソリンエンジン駆動のトラックに消防ポンプを載せるという革新的なアイデアを実行に移し、近代的な消防自動車の第一号となった。ノックスの消防自動車のアイデアは、瞬く間にアメリカ内外の自動車メーカーにも追従されていくことになった。内燃機関を用いる自動車への消防ポンプの搭載は、1875年にオズボーン・レイノルズにより概念自体は発明されていたものの、人力・蒸気機関の何れを用いても最大回転速度の問題で実現不可能といわれていた遠心ポンプの実用化にも繋がることになり、消防ポンプ車は飛躍的な性能向上を果たすことになる。
その後、技術進歩もあって、日本においては1911年に大阪市がドイツからベンツ社製の消防ポンプ車を輸入し、1914年に開催された東京大正博覧会でのイギリス・メリーウェザー社、ドイツ・ベンツ社の消防ポンプ車出展を見た横浜市がメリーウェザー社の物を、名古屋市がベンツ社製の物を購入した。1917年には東京市もアメリカン・ラフランス社から消防ポンプ車を購入する。日本製消防ポンプ車の製作は1939年からとなる。
日本の消防車は赤い塗装であるが、これは1911年に大阪市が輸入した消防車が赤色であったためである。1951年制定の道路運送車両法保安基準第49条第2項によって、消防自動車は朱色であることが法律上定められた。

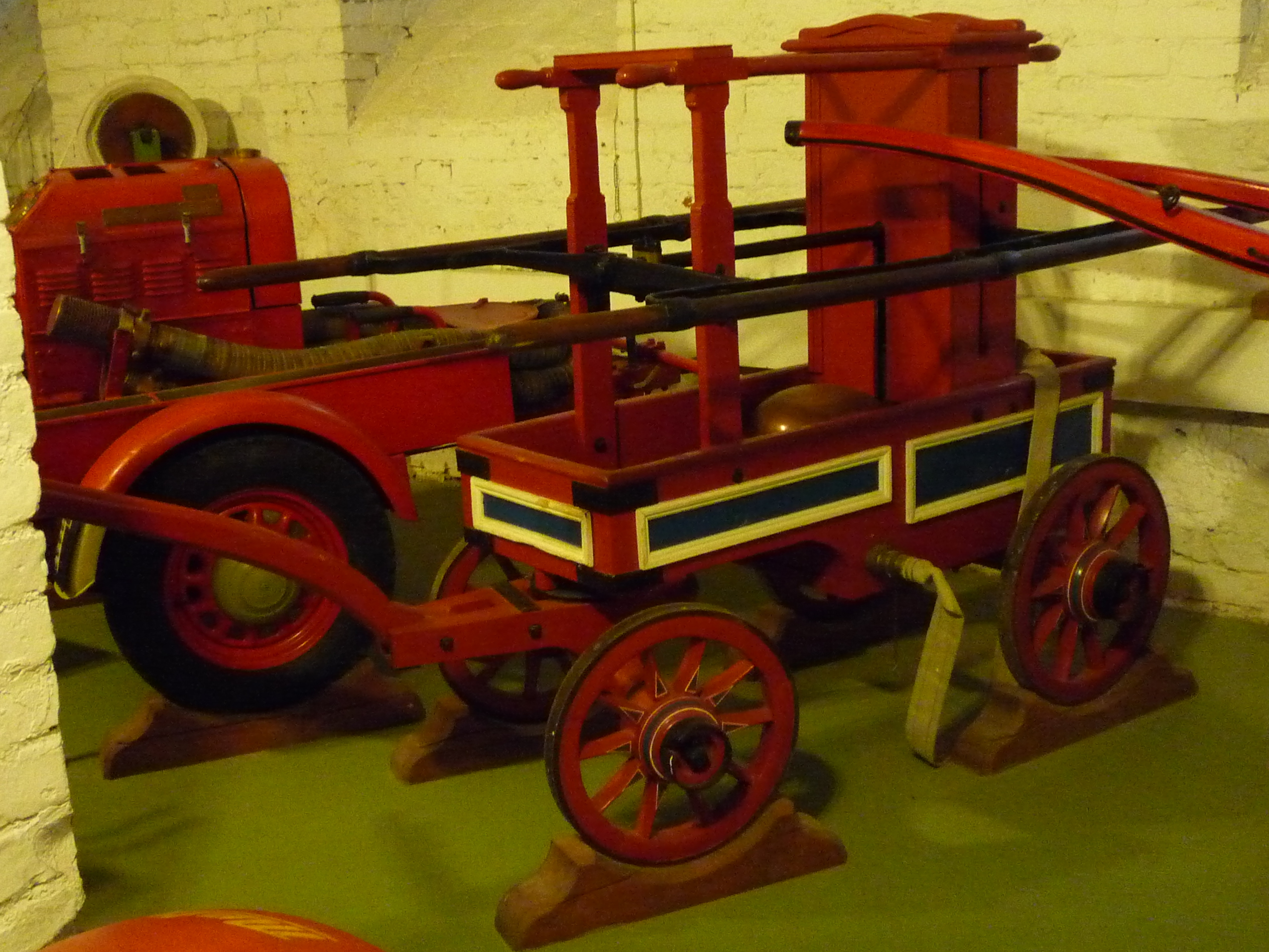
ドイツ・バーデン＝ヴュルテンベルク州ザーレムの消防博物館に保存してあるニューシャムの手動消火ポンプ搭載の消防車
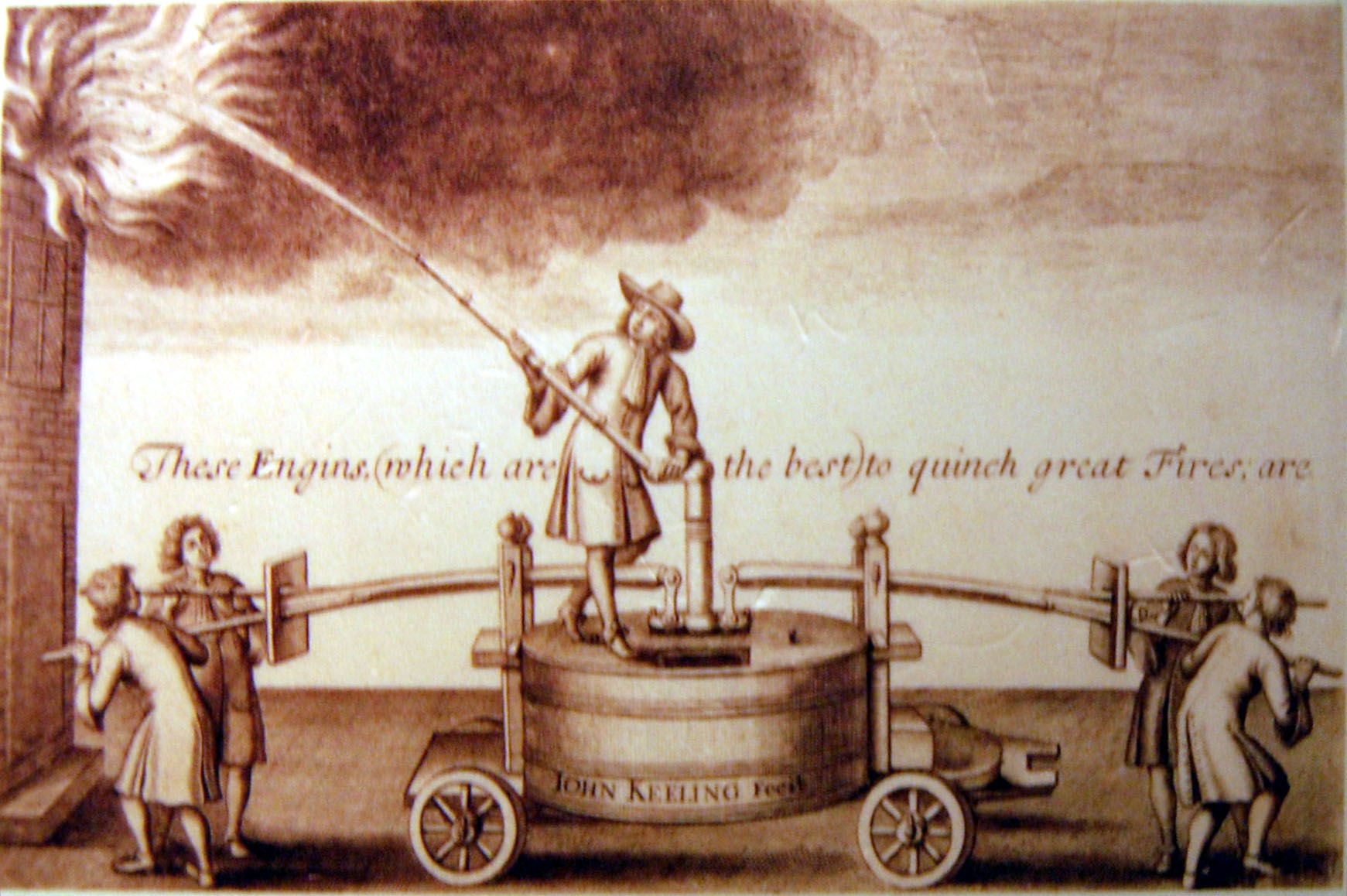
1670年代の消防車
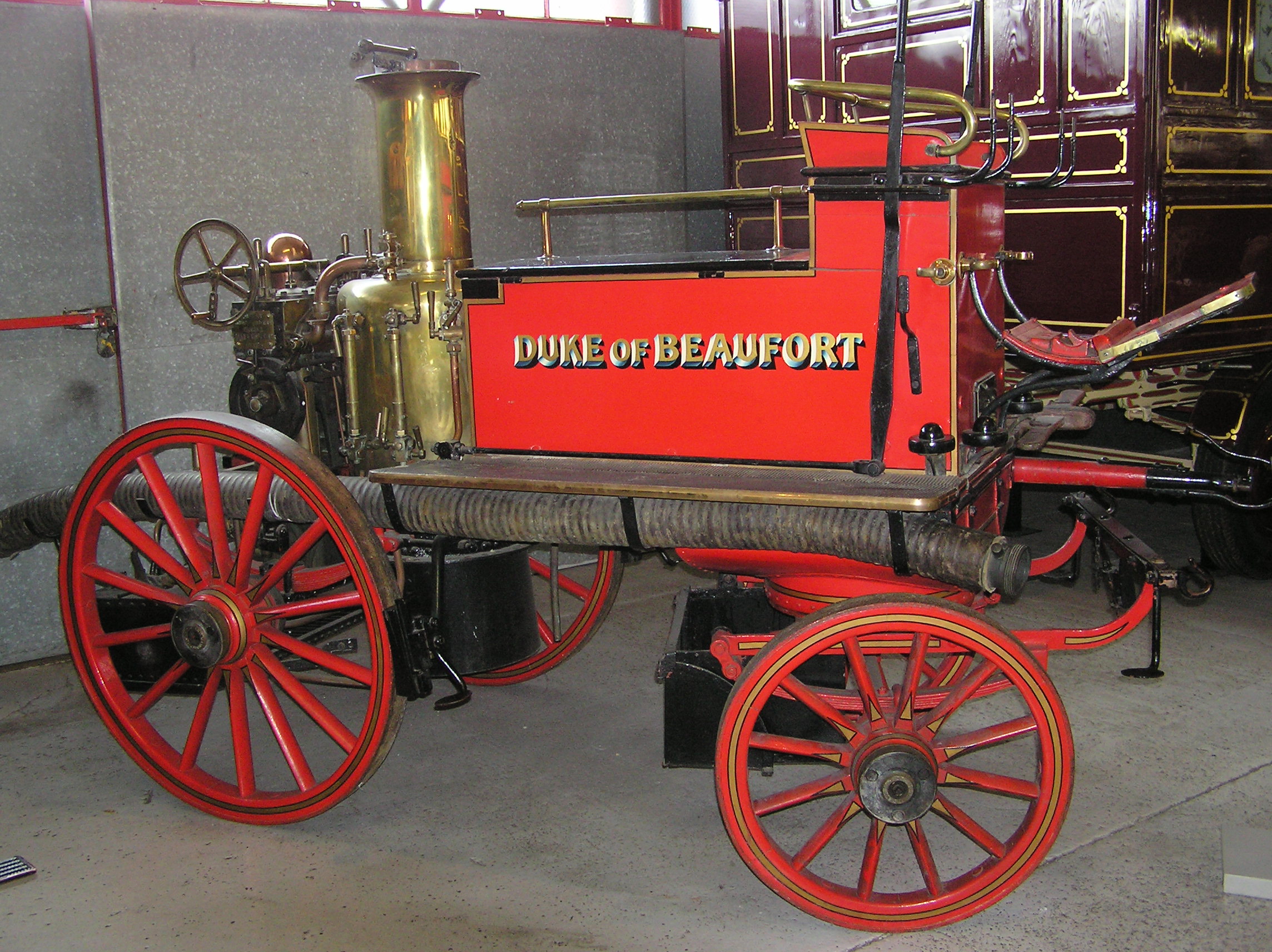
ブリストル工業博物館にあった1906年の蒸気ポンプ搭載の消防馬車
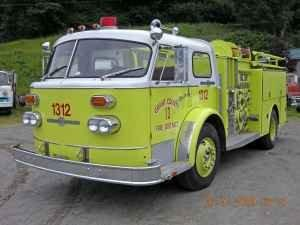
アメリカ合衆国・タコマ市で使用されていた黄色い消防車

## 種類
消防ポンプ車、はしご車、化学消防車、指揮車など、場面に適した車両がある。

## 各国の消防車

### ヨーロッパの消防車
ノルウェーの消防車
ドイツの消防車

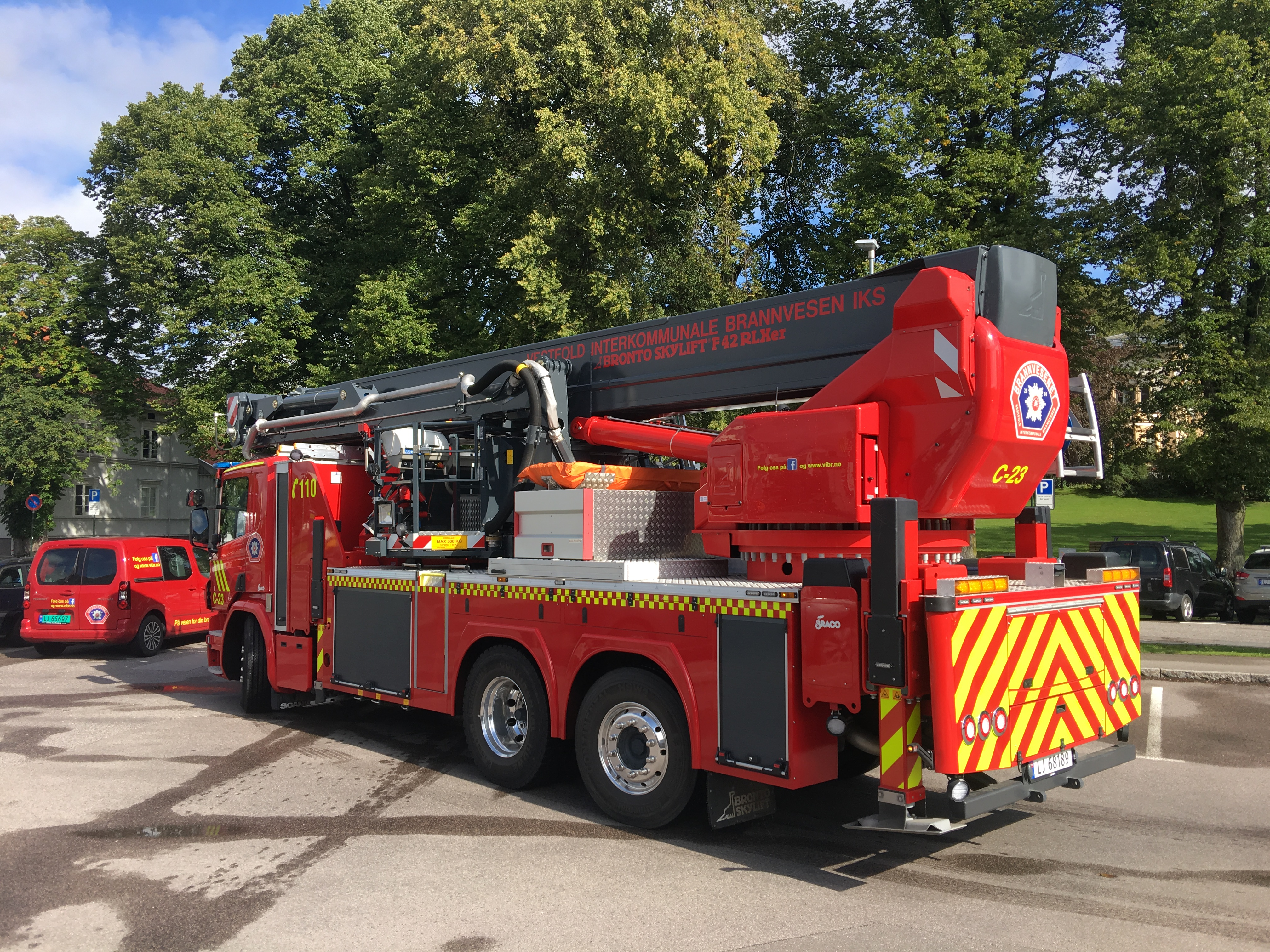
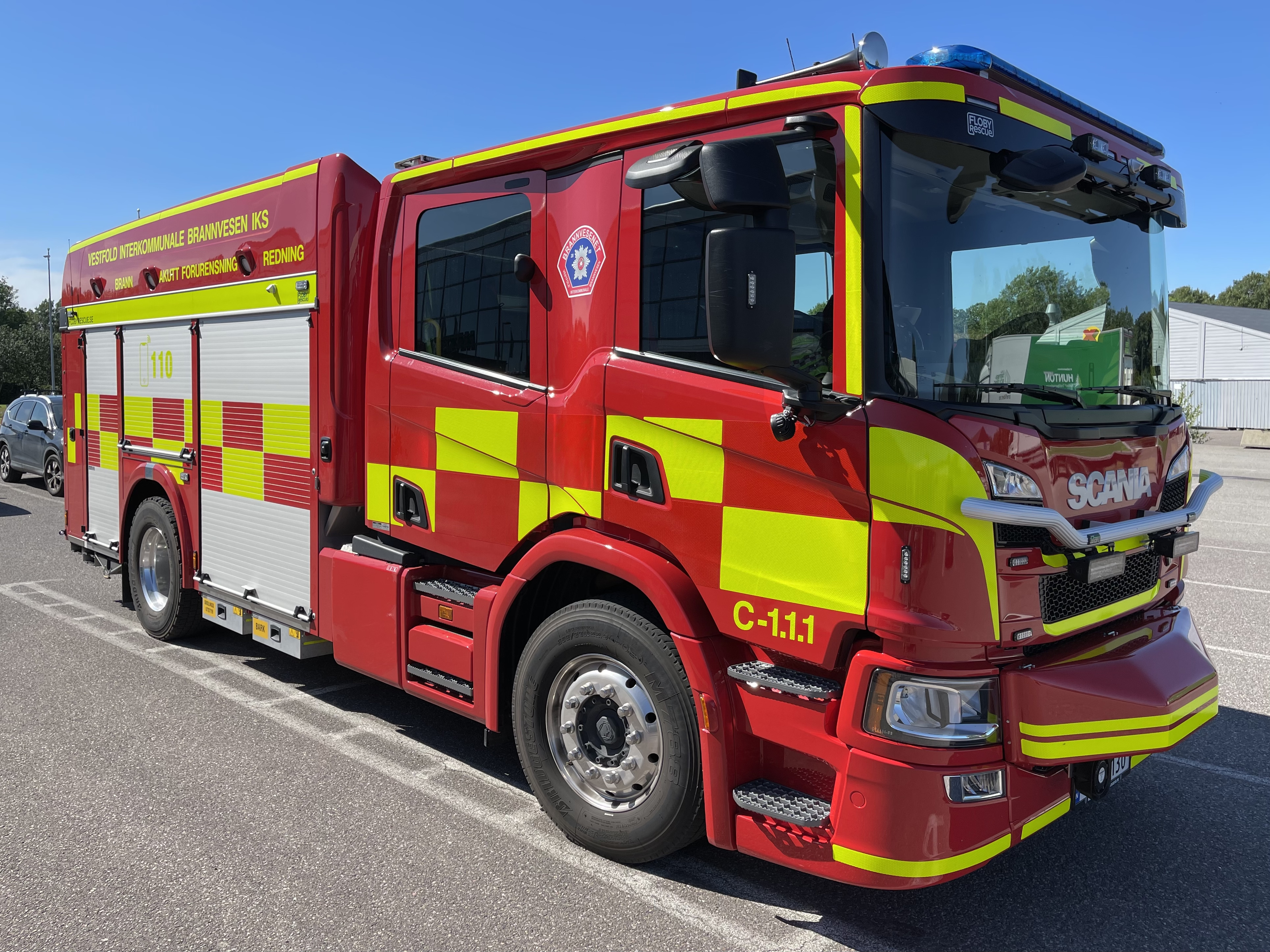

ドイツ語ではFeuerwehrfahrzeugと総称する。
イタリアの消防車

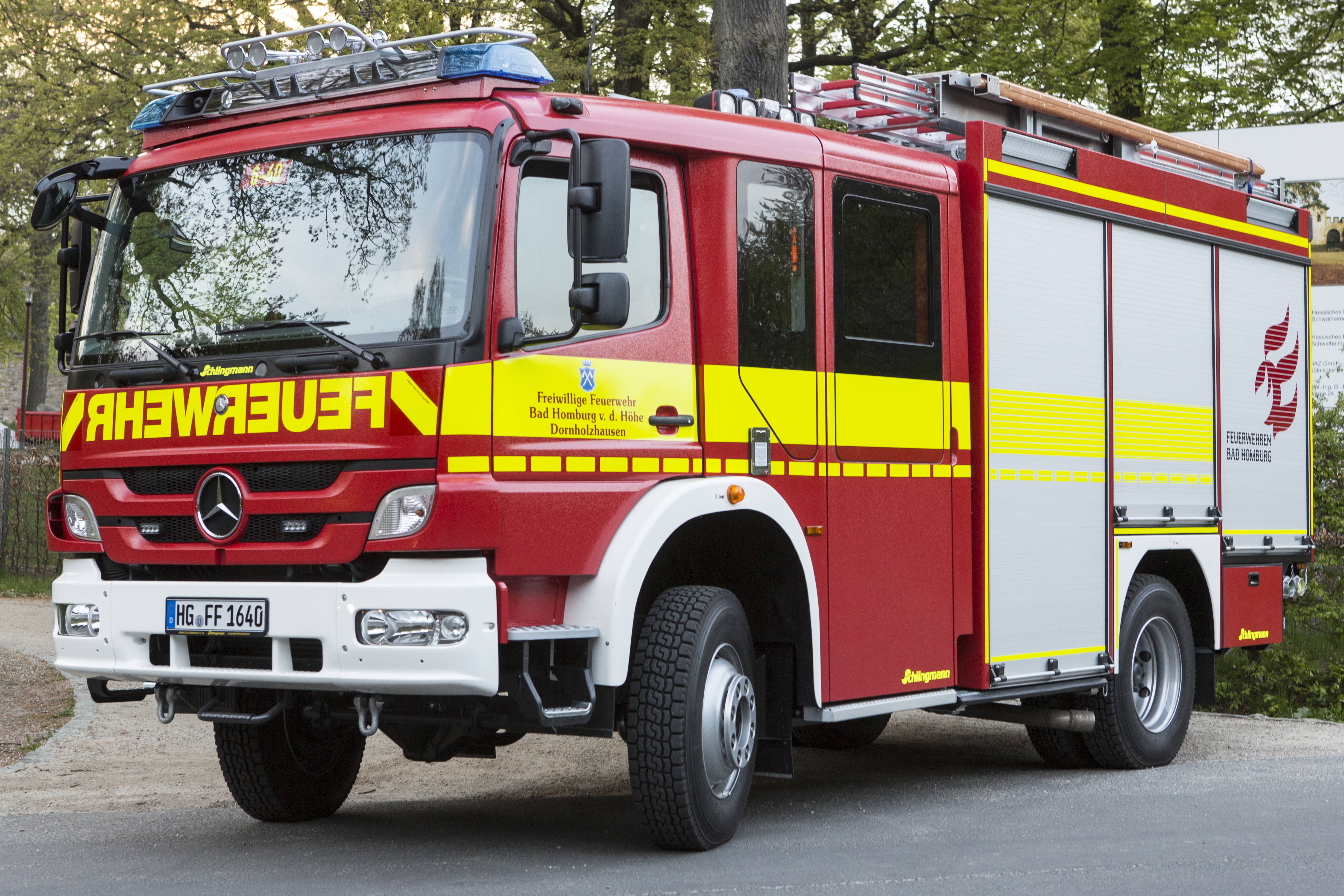
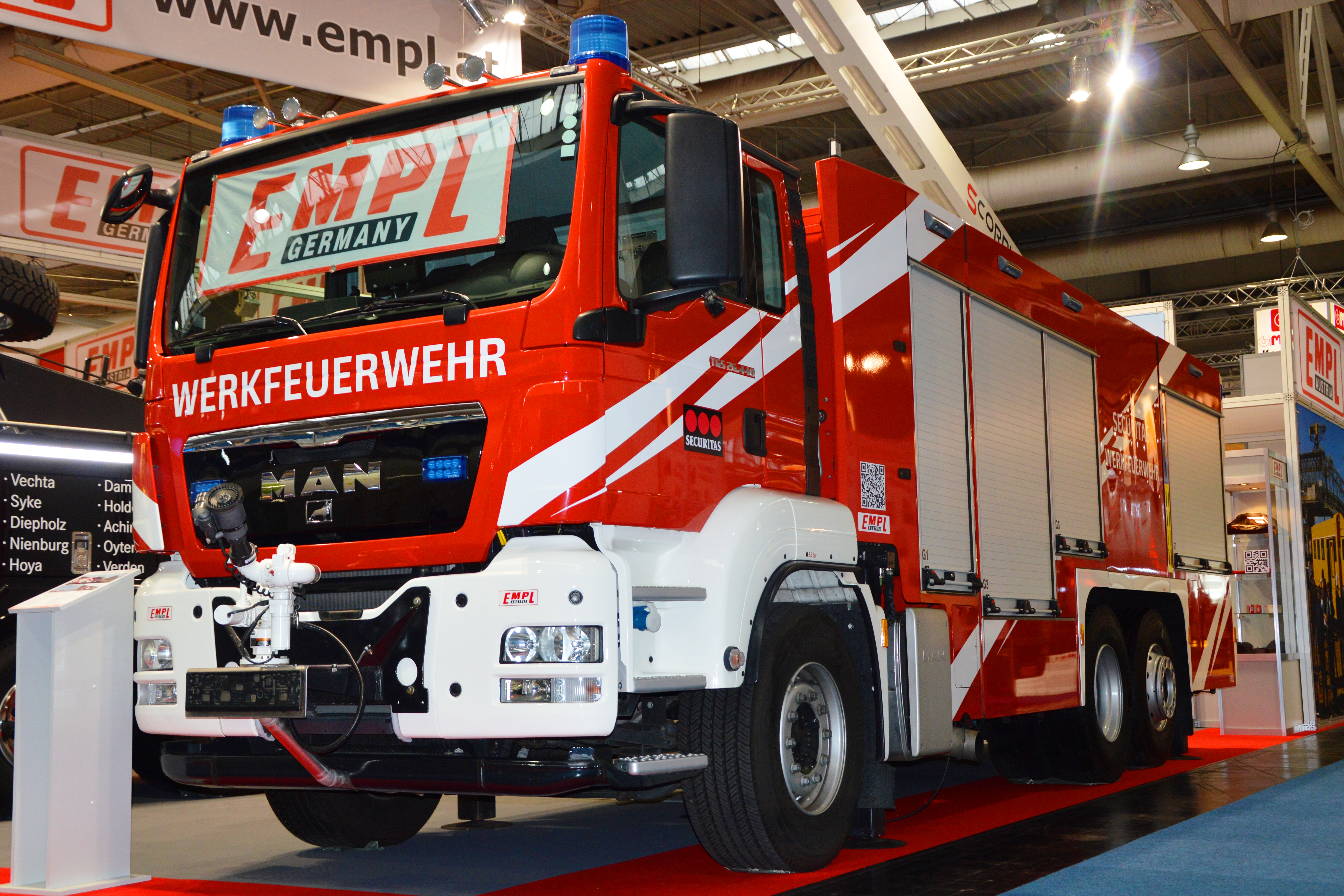
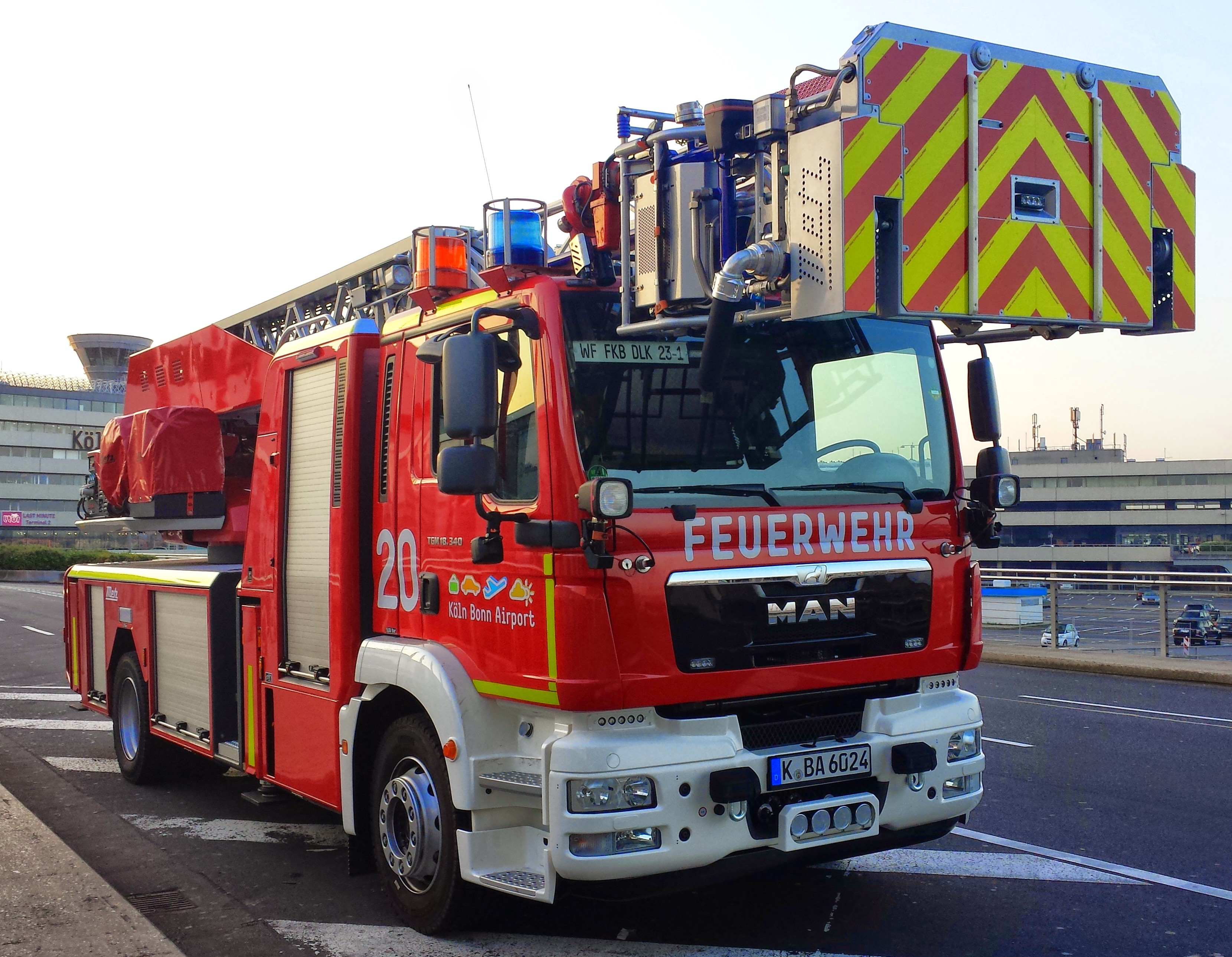
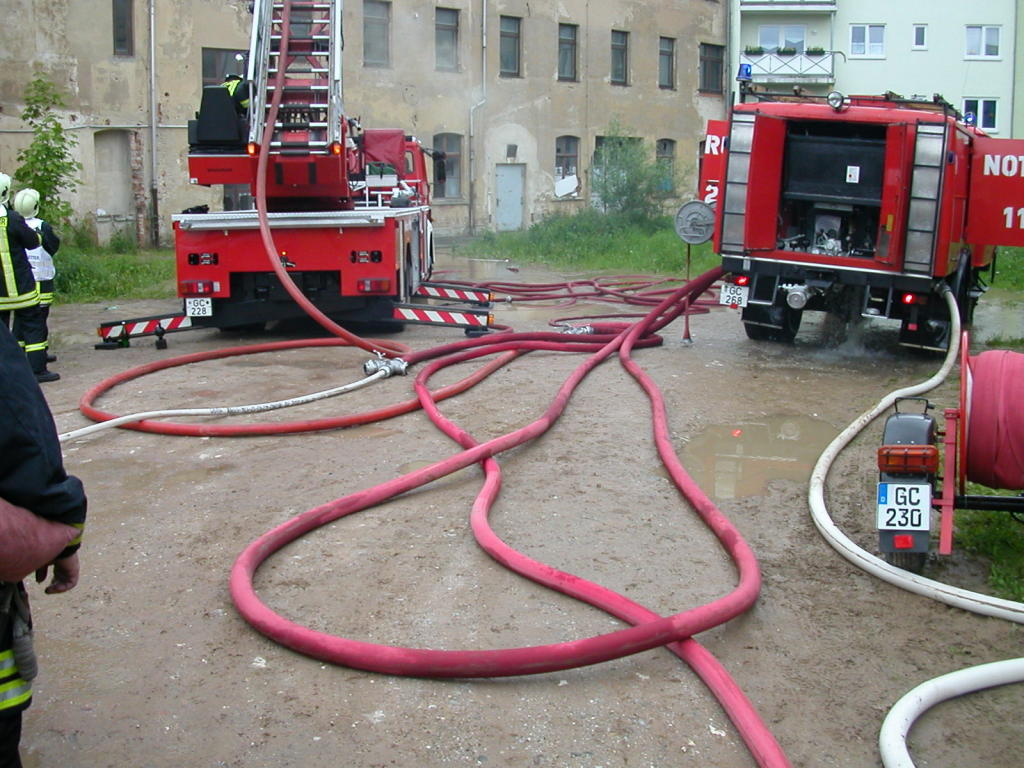

イタリア語ではCamion dei pompieriという。

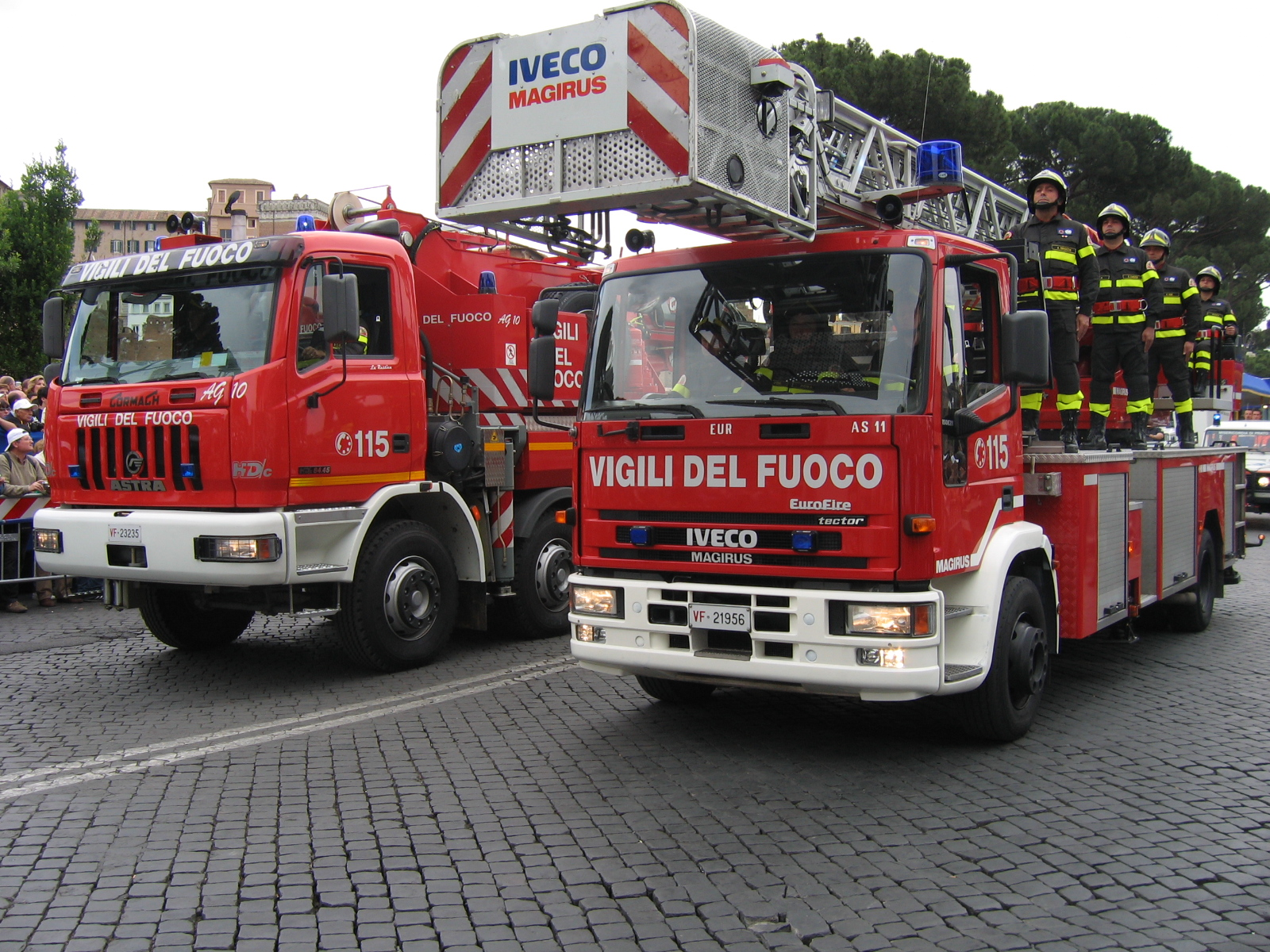
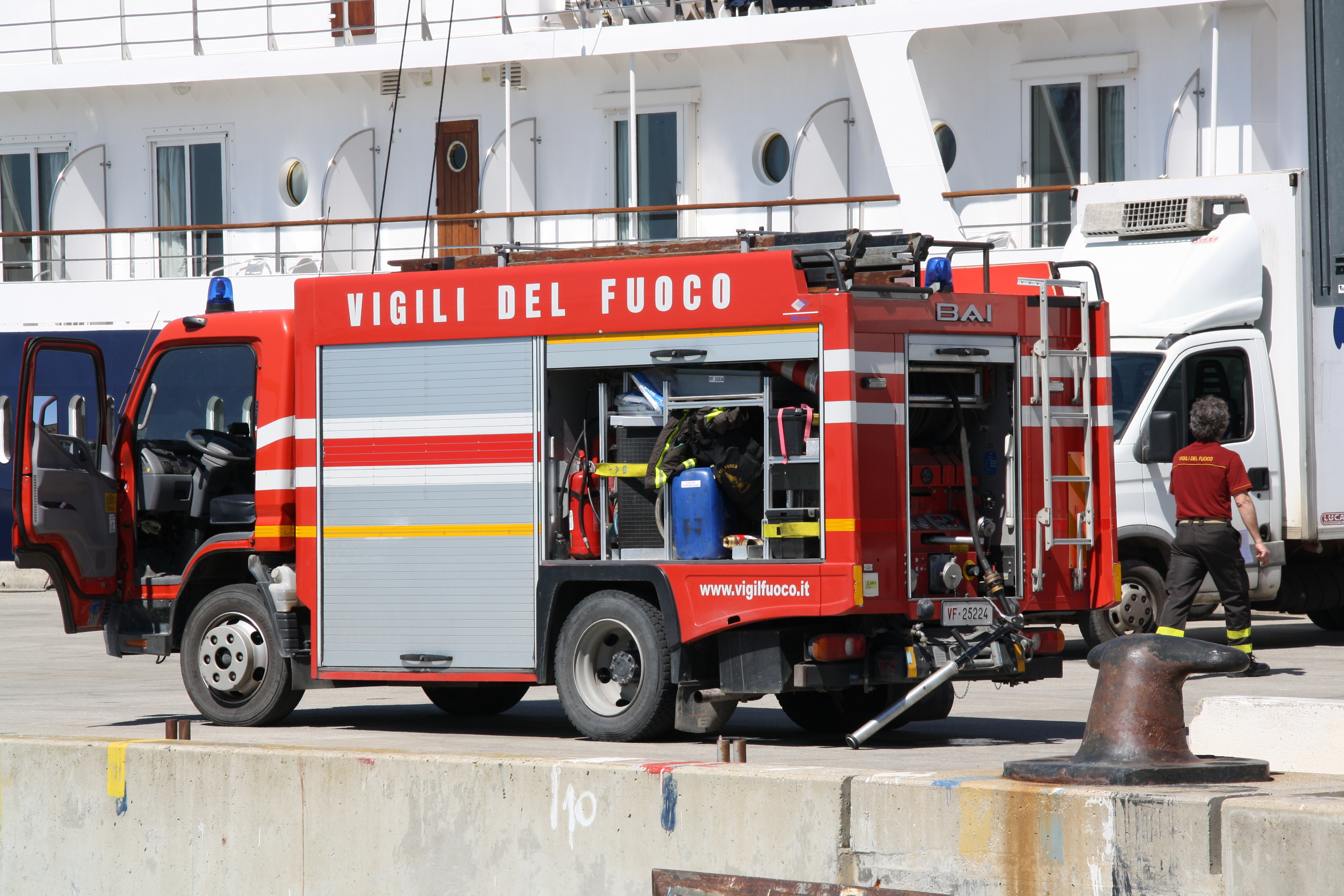
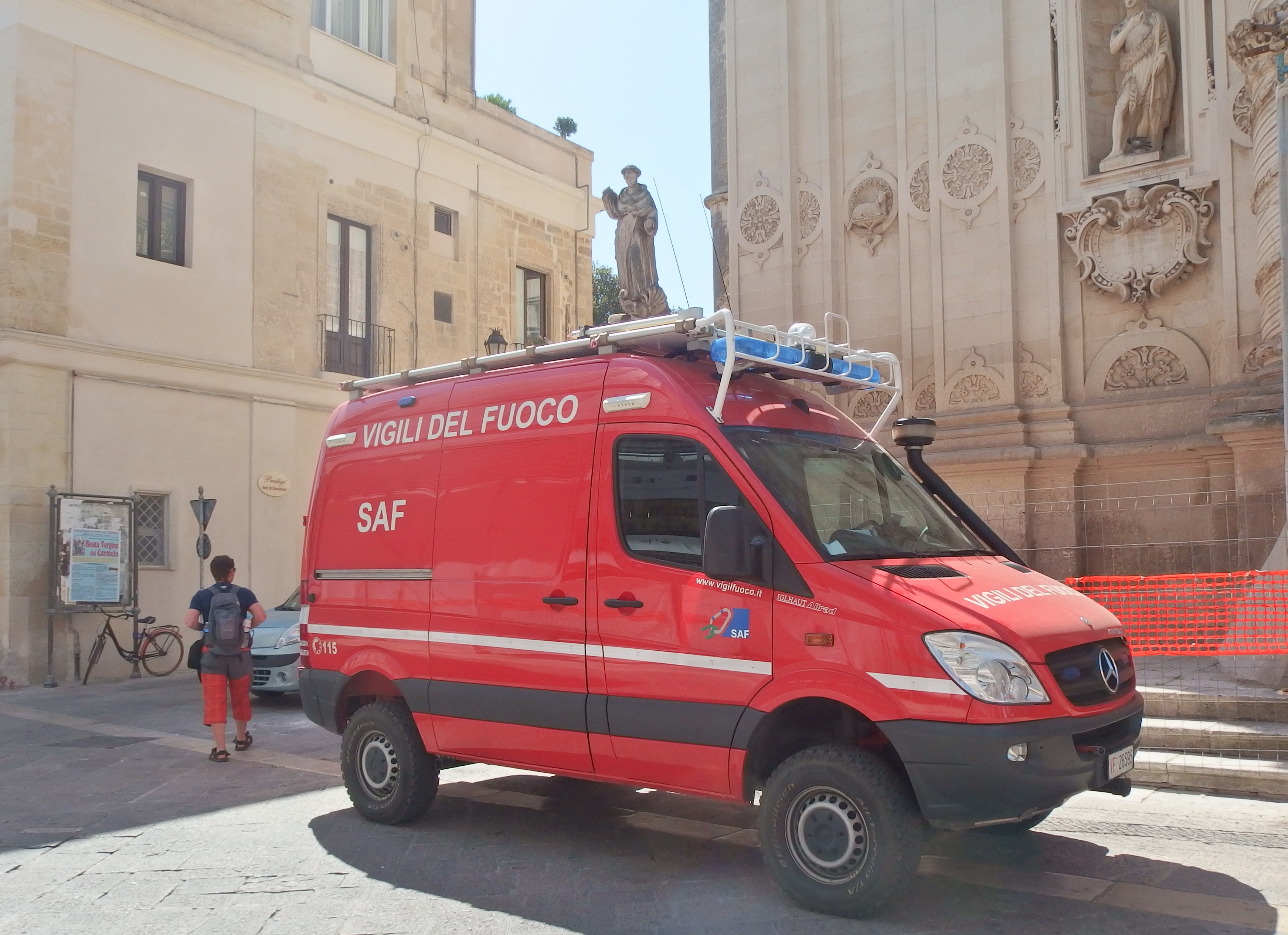

セルビア

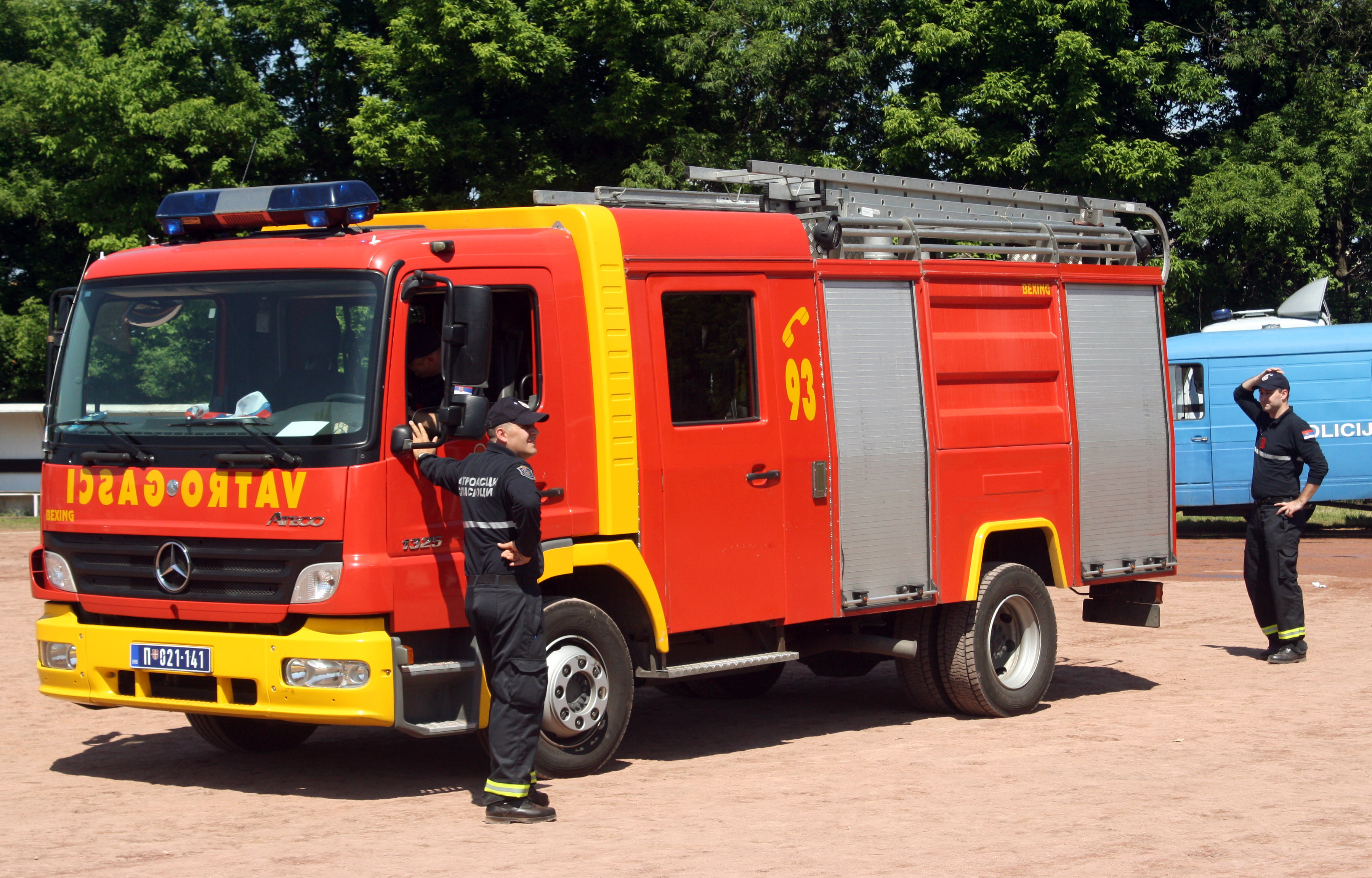
セルビア共和国の消防車
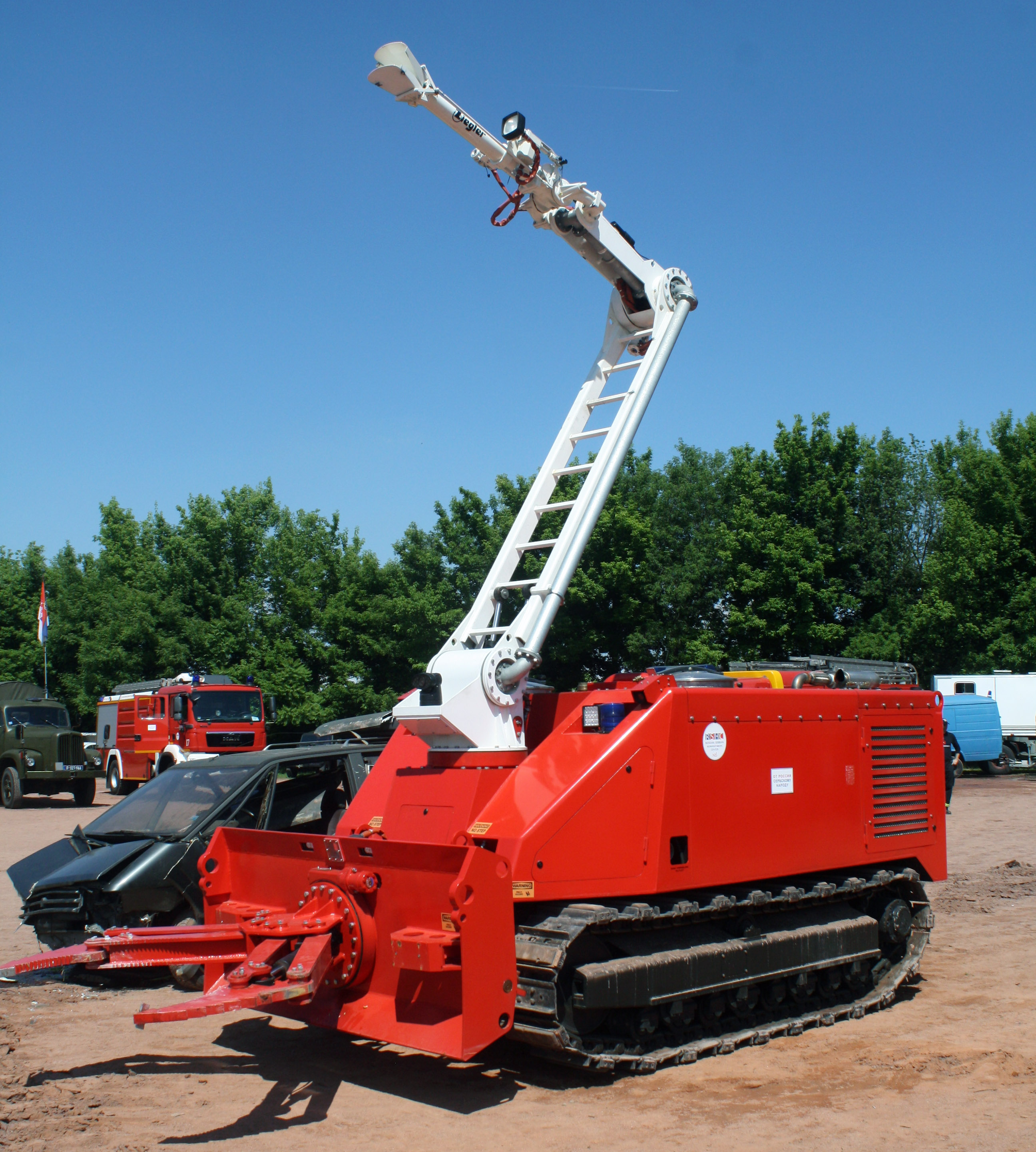
セルビア共和国の無人ロボット消防車（ロシアからの供与機材）

### アジアの消防車
台湾の消防車
台湾華語では消防車（	シャオファん*つェ）という。

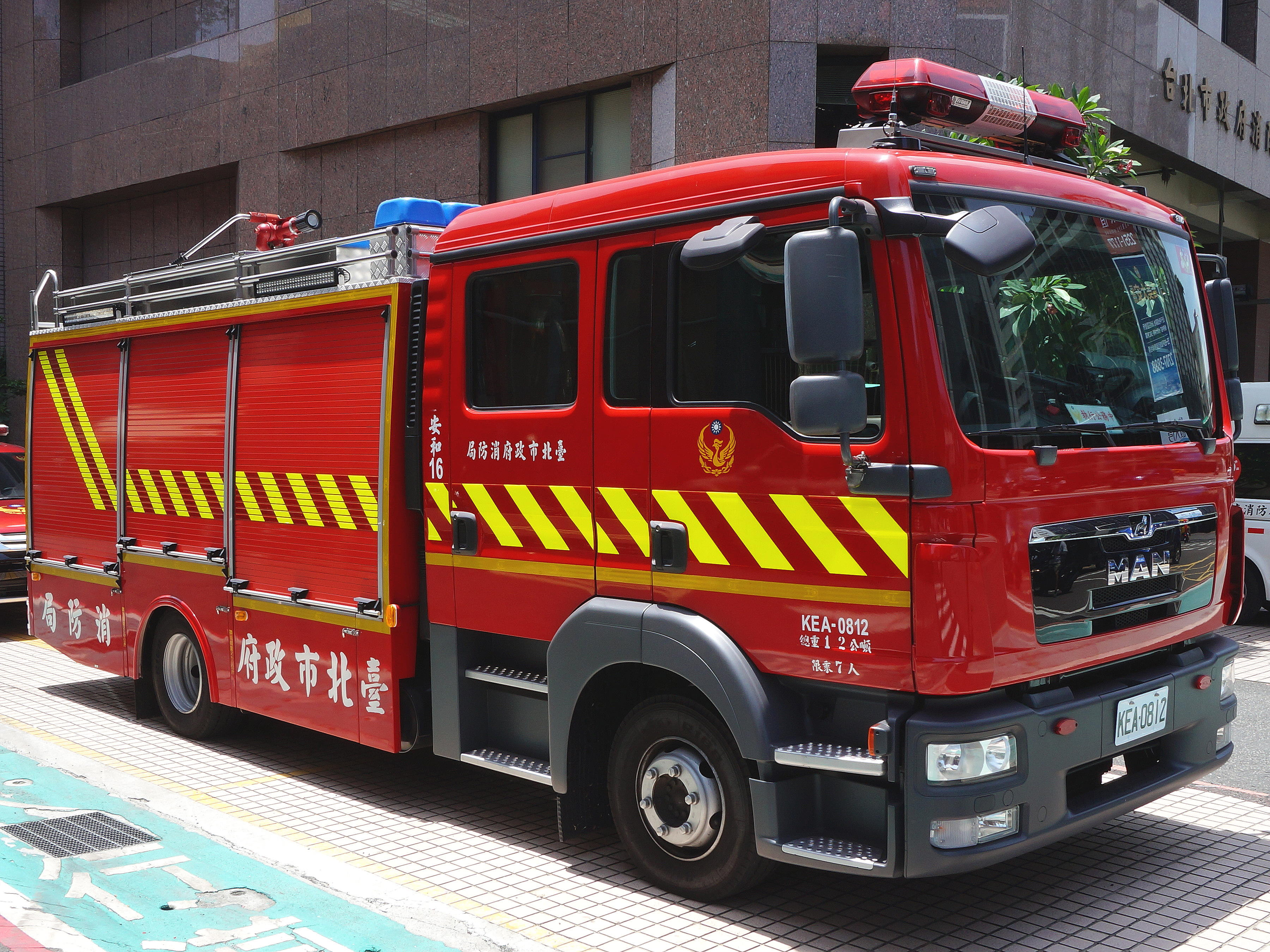
台湾の消防車
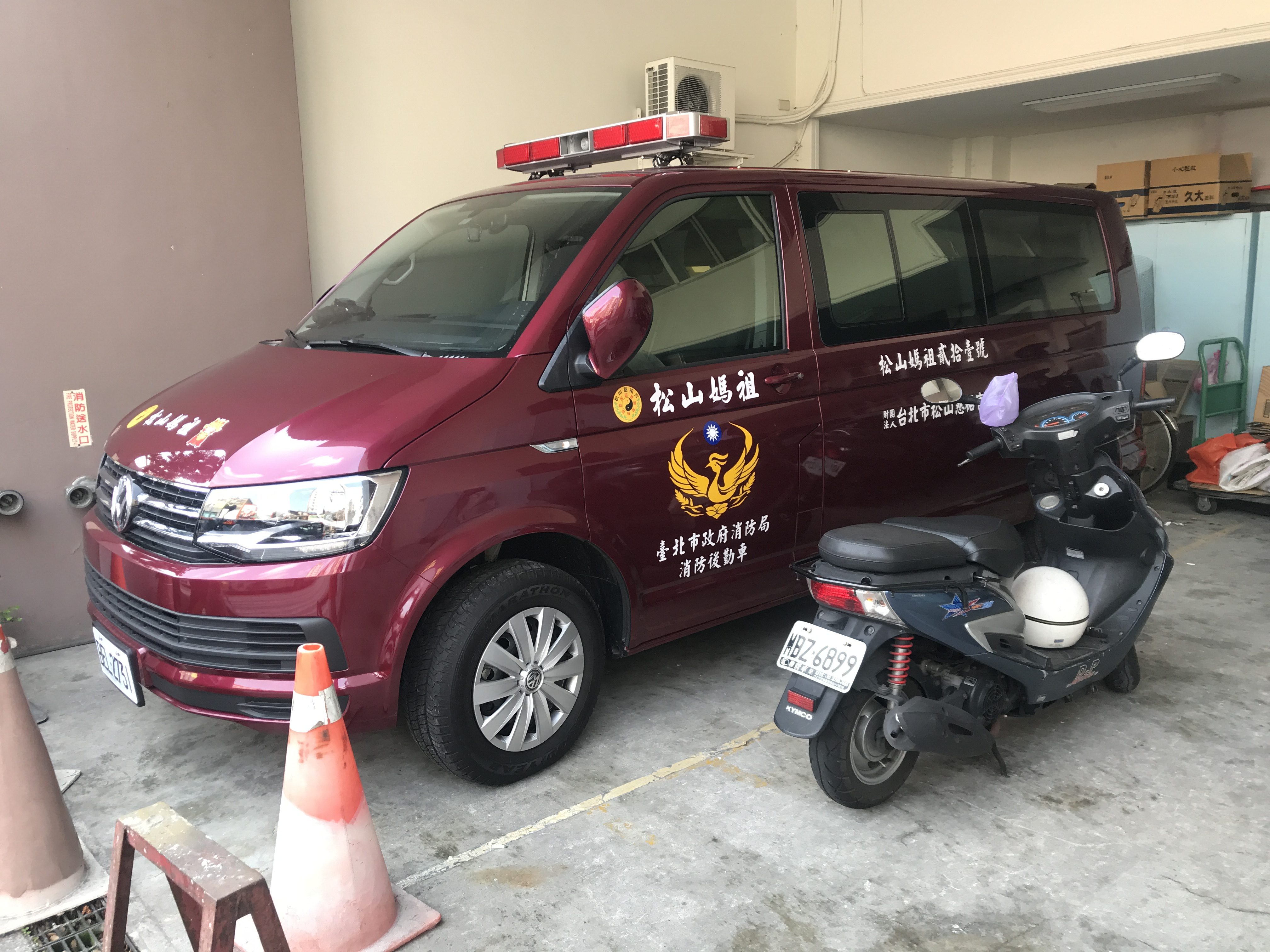
消防署の車両

日本の消防車

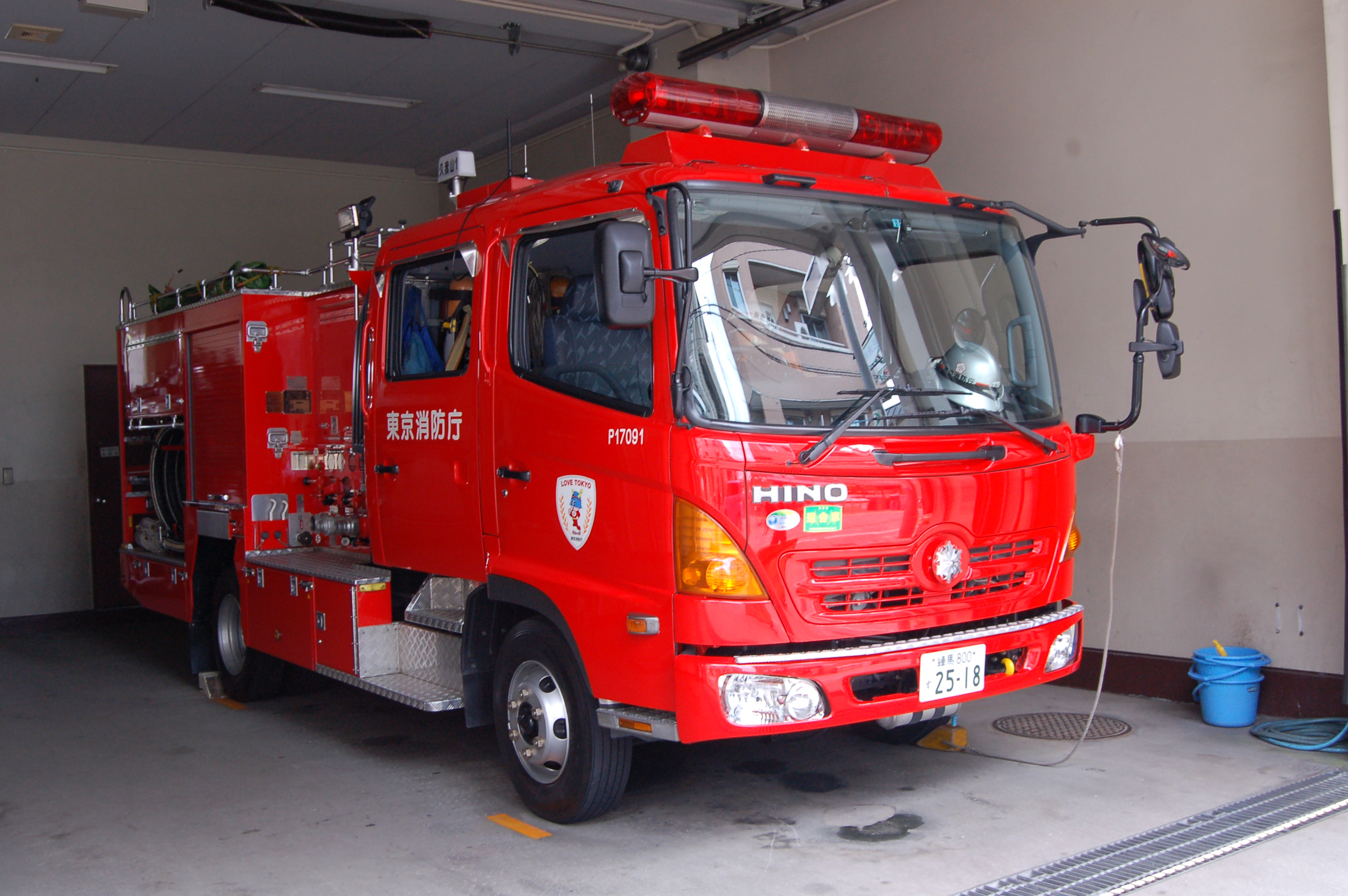
現代の日本の消防車 東京消防庁
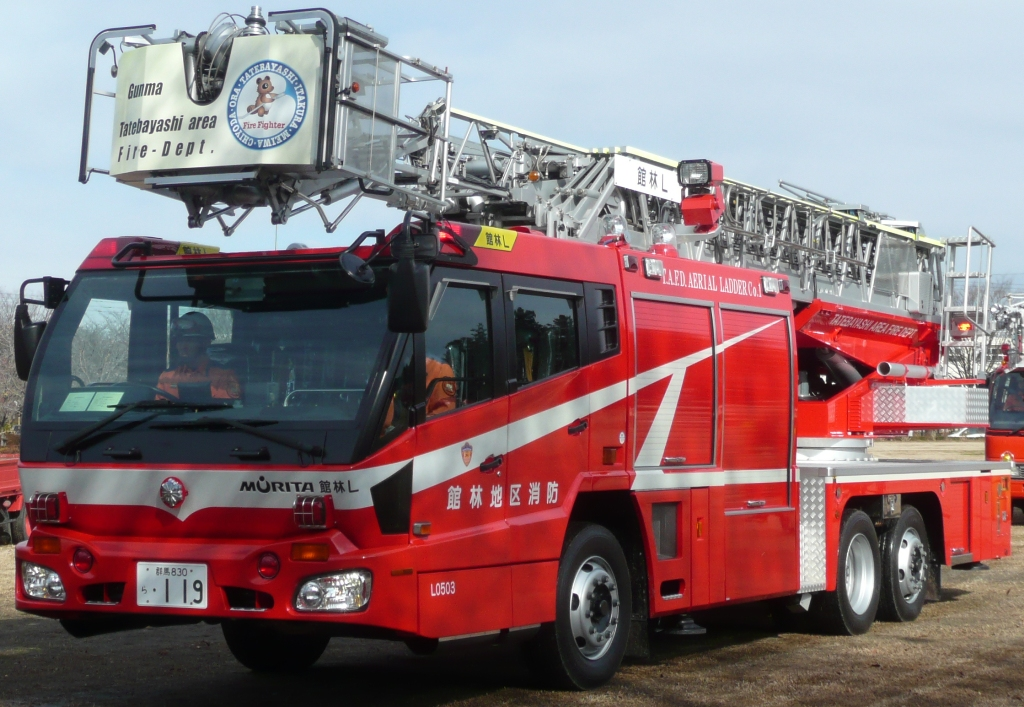
はしご車 館林地区消防組合
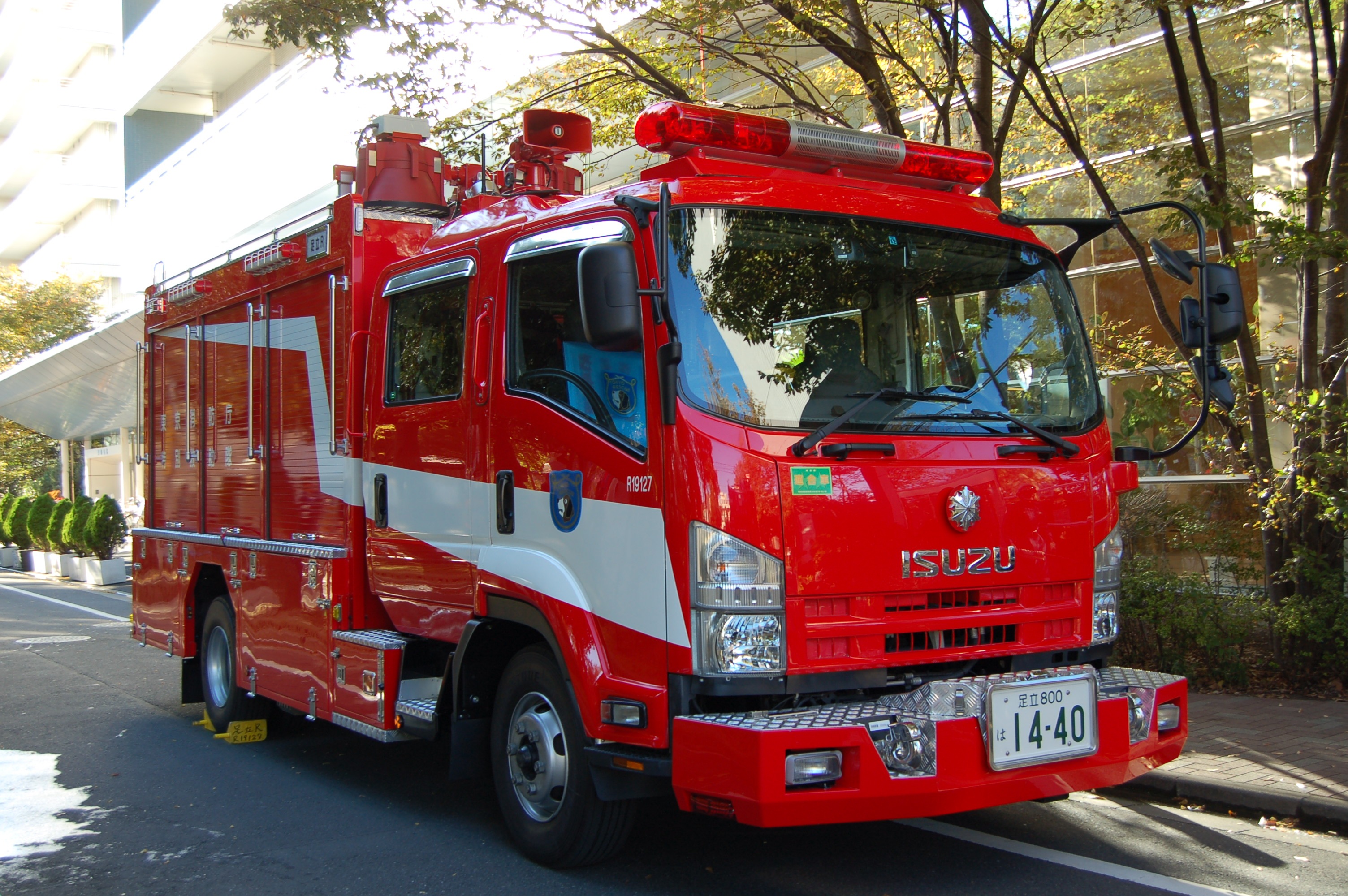
救助工作車 東京消防庁

### アメリカの消防車
地域により消防車の色が異なる。森林が広がる地域では、道路から離れた場所での森林火災に対応するためオフロード仕様のつまり四輪駆動で最低地上高の高い消防車などもある。

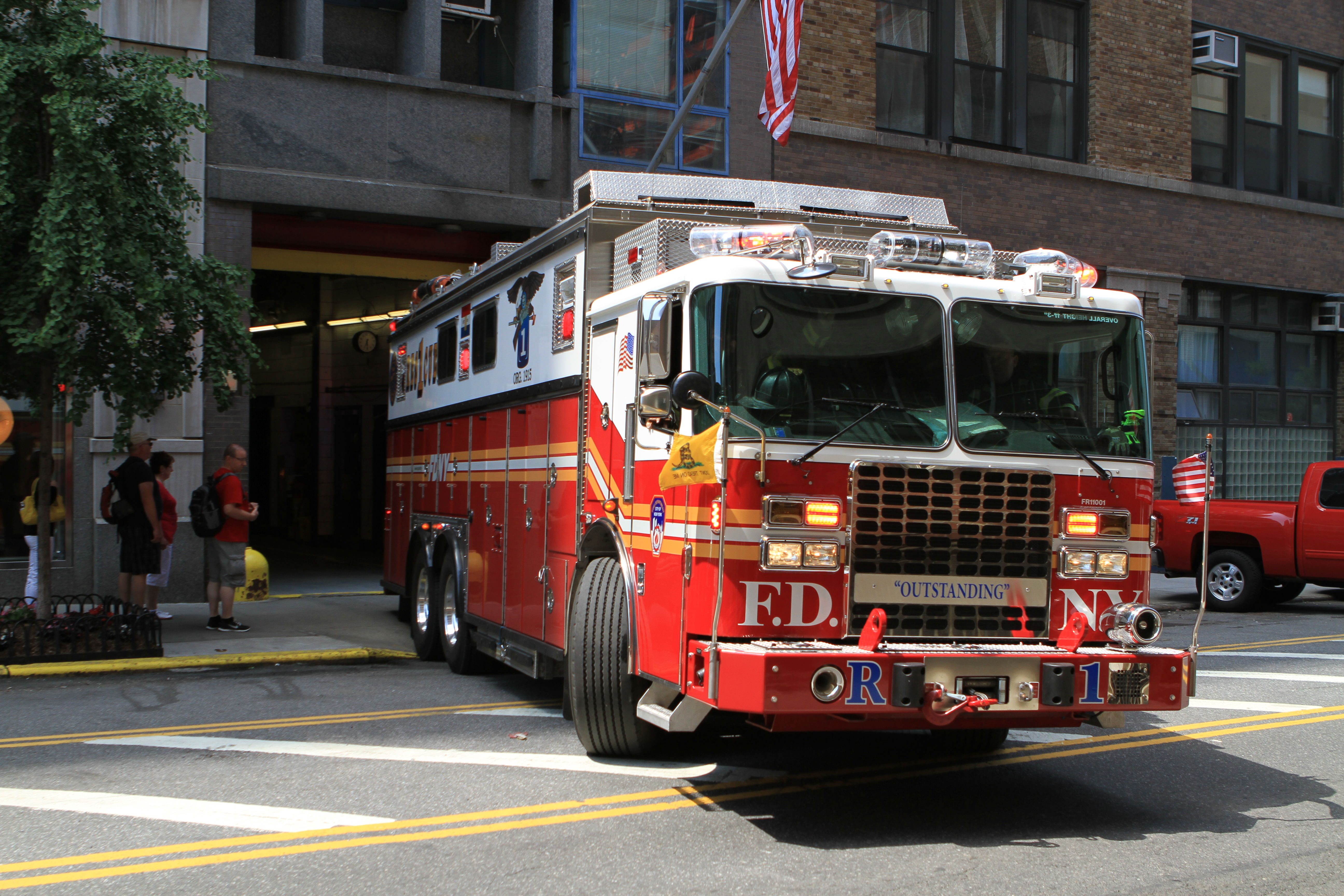
現代のアメリカの消防車 ニューヨーク市消防局
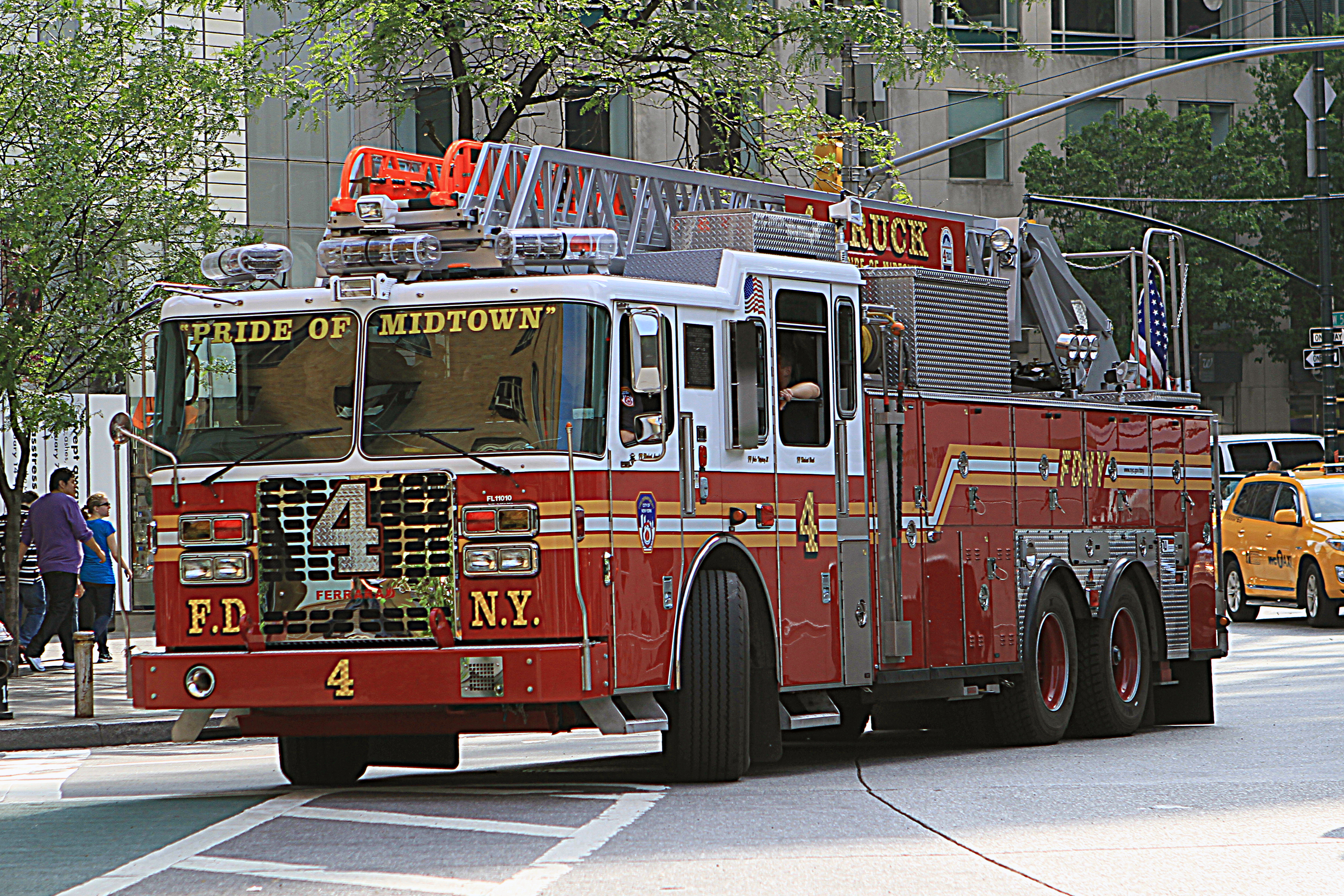
はしご車 ニューヨーク市消防局
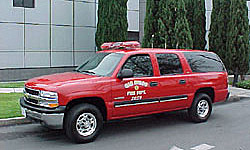
アメリカの指揮車（en:Fire Command Vehicle）。消防署の指揮官が現場に行くための車。
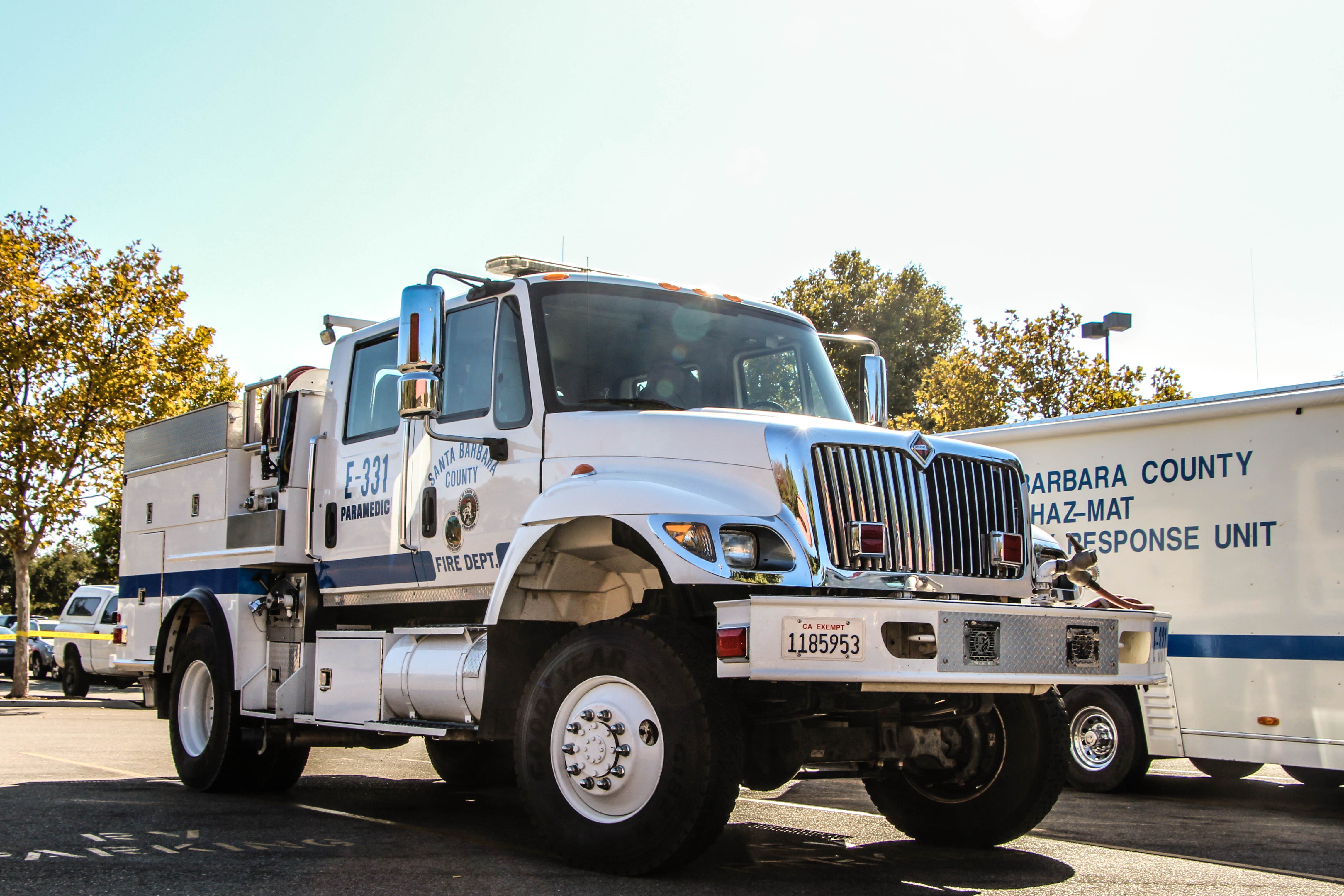
サンタバーバラ・カウンティの消防車